# Liste bekannter Ägyptologen
In dieser Liste werden Ägyptologen und Sudanarchäologen gesammelt, die für dieses Fach habilitiert wurden, als Autoren relevant sind oder andere bedeutende Beiträge zur Ägyptologie geleistet haben. Amateure, Autodidakten und andere für die Ägyptologie bedeutende Personen, die jedoch nicht als Wissenschaftler angesehen werden können, stehen am Ende in einer gesonderten Liste.

## Namensliste

### A

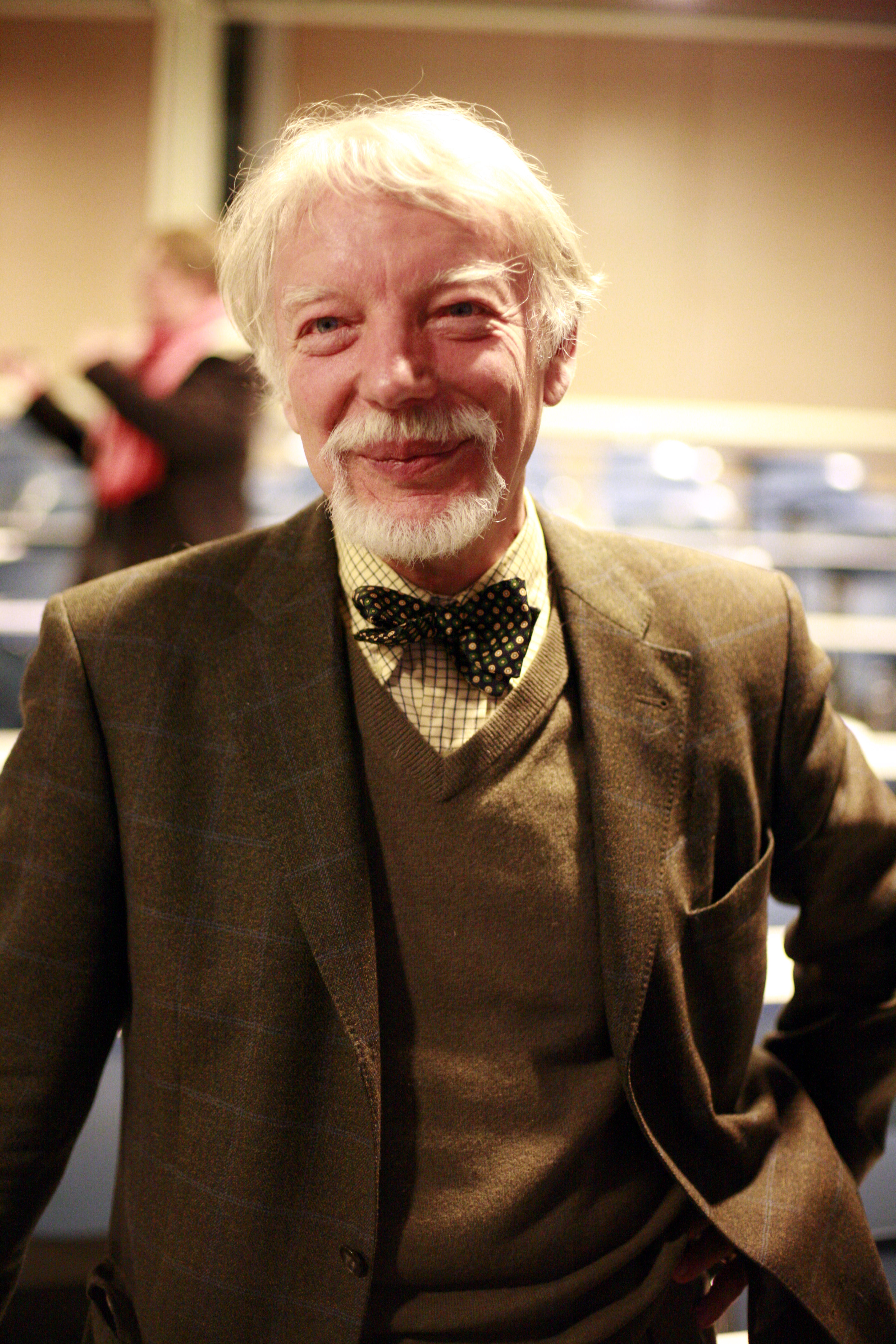
Jan Assmann

- Eltayeb Sayed Abbas (Ägypter, * 1979)
- Friedrich Abitz (Deutscher, 1924–1994)
- Barbara Adams (Britin, 1945–2002)
- Cyril Aldred (Brite, 1914–1991)
- Nicole Alexanian (Deutsche, 1965–2016)
- Schafik Allam (Ägypter, Deutscher, 1928–2021)
- Maurice Alliot (Franzose, 1903–1960)
- Brigitte Altenmüller (Deutsche, * 1942)
- Hartwig Altenmüller (Deutscher, * 1938)
- Alessia Amenta (Italienerin, * 1967)
- Guillemette Andreu (Französin, * 1948)
- Tadeusz Andrzejewski (Pole, 1923–1961)
- Dieter Arnold (Deutscher, * 1936)
- Dorothea Arnold (Deutsche, * 1935)
- Aleida Assmann (Deutsche, * 1947)
- Jan Assmann (Deutscher, 1938–2024)
- David A. Aston (Brite)
- Sydney H. Aufrère (Franzose, * 1951)
- Émile Prisse d’Avesnes (Franzose, 1807–1879)
- Edward Russell Ayrton (Brite, 1882–1914)

### B

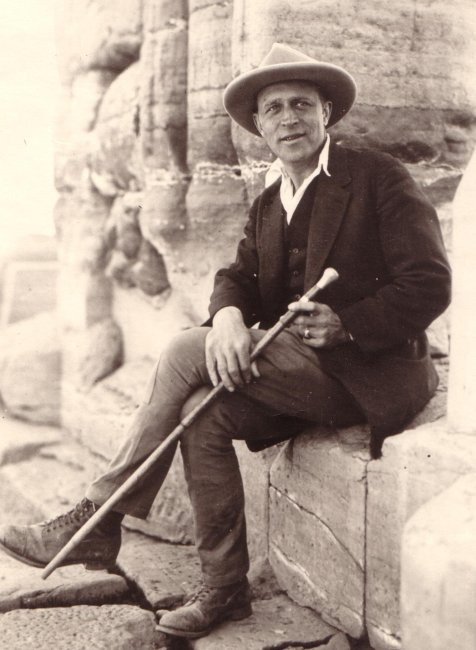
Fernand Bisson de la Roque

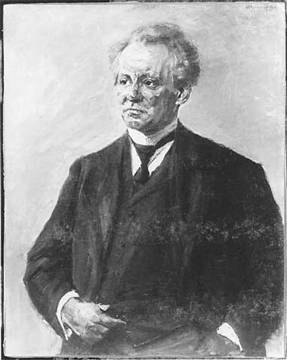
Ludwig Borchardt, Gemälde von Max Liebermann

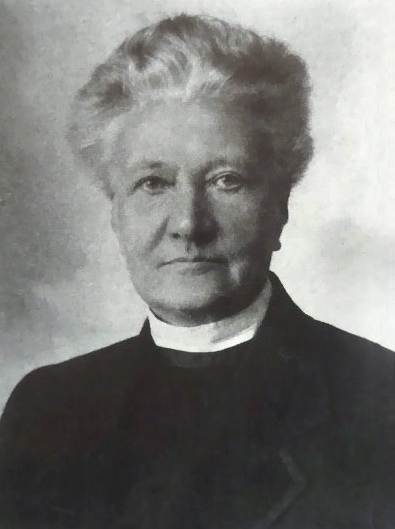
Mary Brodrick

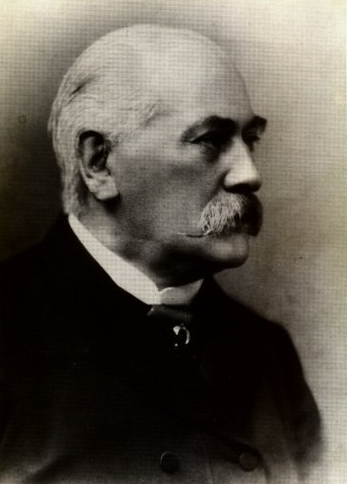
Heinrich Brugsch

- Alexander Badawy (Ägypter, 1913–1986)
- Bettina Bader (Österreicherin)
- John Baines (Brite, * 1946)
- Pascale Ballet (Franzose, * 1953)
- Ladislav Bareš (Tscheche, * 1952)
- Paul Barguet (Franzose, 1915–2012)
- Alessandro Barsanti (Italiener, 1858–1917)
- Winfried Barta (Deutscher, 1928–1992)
- Hussein Bassir (Ägypter, * 1973)
- Michel Baud (Franzose, 1963–2012)
- Nathalie Baum (Französin)
- Alfred Chester Beatty (US-Amerikaner, 1875–1968)
- Jürgen von Beckerath (Deutscher, 1920–2016)
- Teresa Bedman (Spanierin)
- Heike Behlmer (Deutsche, * 1958)
- Horst Beinlich (Deutscher, * 1947)
- Christine Beinlich-Seeber (Deutsche)
- Georges Bénédite (Franzose, 1857–1926)
- Ernst von Bergmann (Österreicher, 1844–1892)
- Jocelyne Berlandini (Französin)
- Oleg Dmitrijewitsch Berlew (Russe, 1933–2000)
- Robert Steven Bianchi (US-Amerikaner, * 1943)
- Susanne Bickel (Schweizerin, * 1960)
- Morris L. Bierbrier (Brite, * 1947)
- Manfred Bietak (Österreicher, * 1940)
- Samuel Birch (Brite, 1813–1885)
- Friedrich Wilhelm von Bissing (Deutscher, 1873–1956)
- Fernand Bisson de la Roque (Franzose, 1885–1958)
- Gun Björkman (Schwede, 1935–2001)
- Aylward Manley Blackman (Brite, 1883–1956)
- Elke Blumenthal (Deutsche, 1938–2022)
- Wladimir Georgijewitsch Bok (Russe, 1850–1899)
- Martin Bommas (Deutscher, * 1967)
- Alessandro Bongioanni (Italiener)
- Marie-Ange Bonhême (Französin, * 1946)
- Charles Bonnet (Schweizer, * 1933)
- Hans Bonnet (Deutscher, 1887–1972)
- Charlotte Booth (Britin, * 1975)
- Ludwig Borchardt (Deutscher, 1863–1938)
- Kate Bosse-Griffiths (Deutsch-Britin, 1910–1998)
- Bernard V. Bothmer (Deutsch-US-Amerikaner, 1912–1993)
- Giuseppe Botti (Italiener, 1853–1903)
- Urbain Bouriant (Franzose, 1849–1903)
- Janine Bourriau (Britin, * 1941)
- Artur Brack (Schweizer, 1907–1993)
- Antonio Brancaglion Junior (Brasilianer, * 1964)
- Peter J. Brand (Kanadier/US-Amerikaner, * 1967)
- James H. Breasted (US-Amerikaner, 1865–1935)
- Edda Bresciani (Italienerin, 1930–2020)
- Francis Breyer (Deutscher, * 1977)
- Bob Brier (US-Amerikaner, * 1943)
- Jürgen Brinks (Deutscher, * 1949)
- Edwin C. Brock (US-Amerikaner, 1946–2015)
- Lyla Pinch Brock (Kanadierin, * 1944)
- Andreas Brodbeck (Schweizer, 1944–2009)
- Mary Brodrick (Britin, 1858–1933)
- Edward Brovarski (US-Amerikaner, * 1943)
- Guy Brunton (Brite, 1878–1948)
- Emil Brugsch (Deutscher, 1842–1930)
- Bernard Bruyère (Franzose, 1879–1971)
- Heinrich Brugsch (Deutscher, 1827–1894)
- Hellmut Brunner (Deutscher, 1913–1997)
- Emma Brunner-Traut (Deutsche, 1911–2008)
- Betsy Bryan (US-Amerikanerin, * 1949)
- Adriaan de Buck (Niederländer, 1892–1959)
- E. A. Wallis Budge (Brite, 1857–1934)
- Julia Budka (Österreicherin, * 1977)
- Max Burchardt (Deutscher, 1885–1914)
- Günter Burkard (Deutscher, * 1944)
- James Burton (Brite, 1788–1862)
- Jan Buurman (Niederländer)

### C

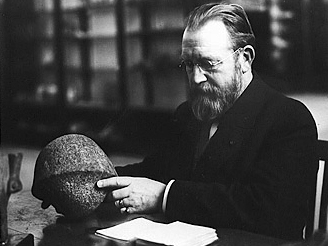
Jean Capart

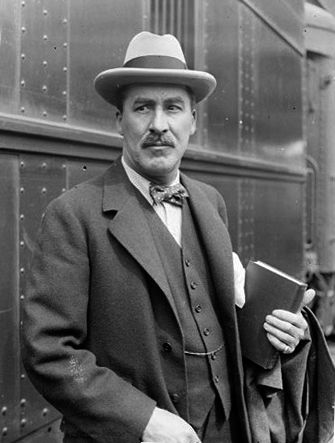
Howard Carter

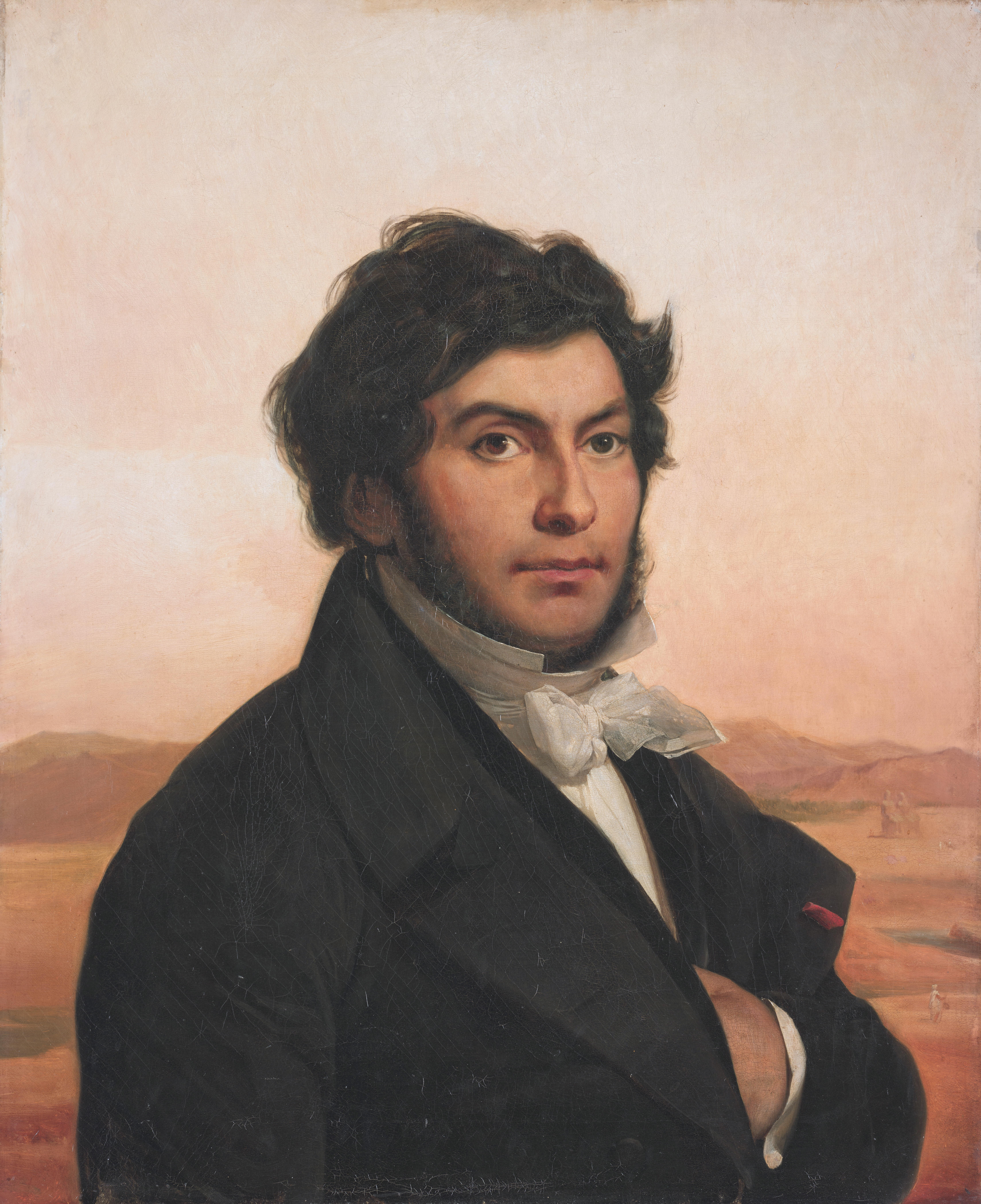
Jean-François Champollion

- Agnès Cabrol (Französin, 1964–2007)
- Ricardo Caminos (Argentinier, 1916–1992)
- Arthur R. Callender (Brite, 1876–1936)
- Jean Capart (Belgier, 1877–1947)
- Howard Carter (Brite, 1874–1939)
- Georges Castel (Franzose, * 1941)
- Juan José Castillos (Uruguayer, * 1944)
- Giovanni Battista Caviglia (Italiener, 1770–1845)
- Sylvie Cauville (Französin, * 1952)
- Jean-Louis Hellouin de Cenival (Franzose, 1927–2003)
- Jaroslav Černý (Tscheche, Brite, 1898–1970)
- Pavel Červíček (Tscheche, 1942–2015)
- François Chabas (Franzose, 1817–1882)
- Maxence de Chalvet (Franzose, 1849–1892)
- Jacques-Joseph Champollion (Franzose, 1778–1867)
- Jean-François Champollion (Franzose, 1790–1832)
- Émile Gaston Chassinat (Franzose, 1868–1948)
- Henri Chevrier (Franzose, 1897–1974)
- Charles Chipiez (Franzose, 1835–1901)
- Somers Clarke (Brite, 1841–1926)
- Peter A. Clayton (Brite, * 1937)
- Jean Clédat (Franzose, 1871–1943)
- Frédéric Colin (Belgier, * 1969)
- Philippe Collombert (Franzose, * 1969)
- Kara Cooney (US-Amerikanerin, * 1972)
- Jean-Pierre Corteggiani (Franzose, 1942–2022)
- Laurent Coulon (Franzose, * 1970)
- Pearce Paul Creasman (US-Amerikaner, * 1981)
- Maria Sole Croce (Italiener, * 1950)
- Silvio Curto (Italiener, 1919–2015)

### D

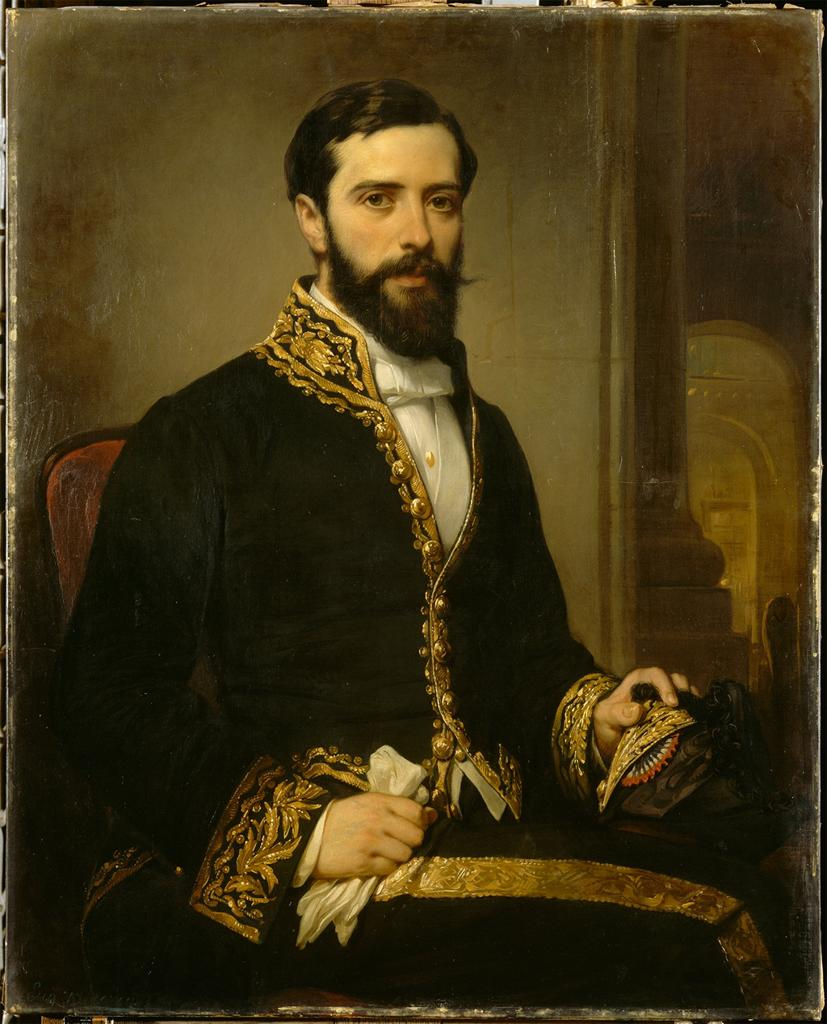
Théodule Devéria

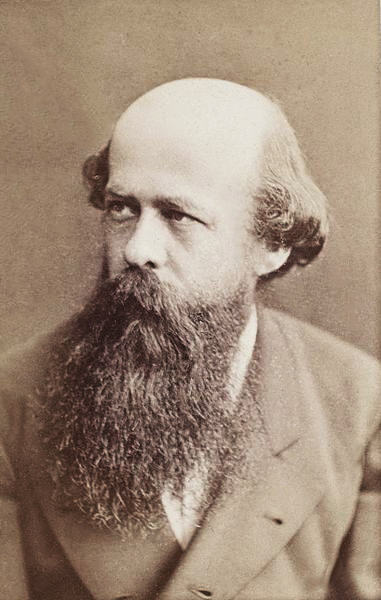
Johannes Dümichen

- Alec Naylor Dakin (Brite, 1912–2003)
- Mamdouh el-Damaty (Ägypter, * 1961)
- Georges Daressy (Franzose, 1864–1938)
- John Coleman Darnell (US-Amerikaner, * 1962)
- François Daumas (Franzose, 1915–1984)
- Nina de Garis Davies (Britin, 1881–1965)
- Norman de Garis Davies (Brite, 1865–1941)
- Alexander Dedekind (Deutscher/Österreicher, 1856–1940)
- Philippe Derchain (Belgier, 1926–2012)
- Maria Theresia Derchain-Urtel (Deutsche)
- Christiane Desroches Noblecourt (Französin, 1913–2011)
- Didier Devauchelle (Franzose, * 1954)
- Théodule Devéria (Franzose, 1831–1871)
- Jacobus van Dijk (Niederländer, * 1953)
- Peter Dils (Belgier)
- Cheikh Anta Diop (Senegalese, 1923–1986)
- Aidan Dodson (Brite, * 1962)
- Sergio Donadoni (Italiener, 1914–2015)
- Anna Maria Donadoni-Roveri (Italienerin, * 1950)
- Andreas Dorn (Deutscher, * 1968)
- Rosemarie Drenkhahn (Deutsche, * 1942)
- Günter Dreyer (Deutscher, 1943–2019)
- Étienne Drioton (Franzose, 1889–1961)
- Johannes Dümichen (Deutscher, 1833–1894)
- Françoise Dunand (Französin, * 1934)
- Dows Dunham (US-Amerikaner, 1890–1984)

### E

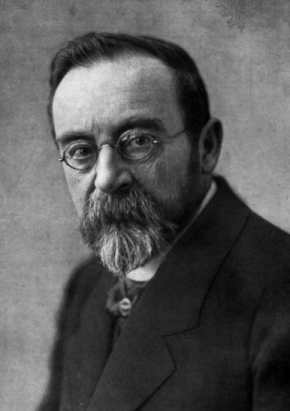
Adolf Erman

- Marianne Eaton-Krauss (Deutsche, * 1944)
- Georg Ebers (Deutscher, 1873–1898)
- Elmar Edel (Deutscher, 1914–1997)
- Iorwerth Eiddon Stephen Edwards (Brite, 1909–1996)
- Arne Eggebrecht (Deutscher, 1935–2004)
- Eva Eggebrecht (Deutsche, 1933–2021)
- Silvia Einaudi (Italienerin)
- August Eisenlohr (Deutscher, 1832–1902)
- Ola El-Aguizy (Ägypterin, * 1948)
- Mamdouh Mohamed Gad Eldamaty (Ägypter, * 1961)
- Hisham El-Leithy (Ägypter)
- Ramadan El-Sayed (Ägypter, * 1939)
- Walter Bryan Emery (Brite, 1903–1971)
- Erika Endesfelder (Deutsche, 1936–2015)
- Reginald Engelbach (Brite, 1888–1946)
- Adolf Erman (Deutscher, 1854–1937)
- Hans Gerhard Evers (Deutscher, 1900–1993)
- Shirley Ben-Dor Evian (Israelin)

### F

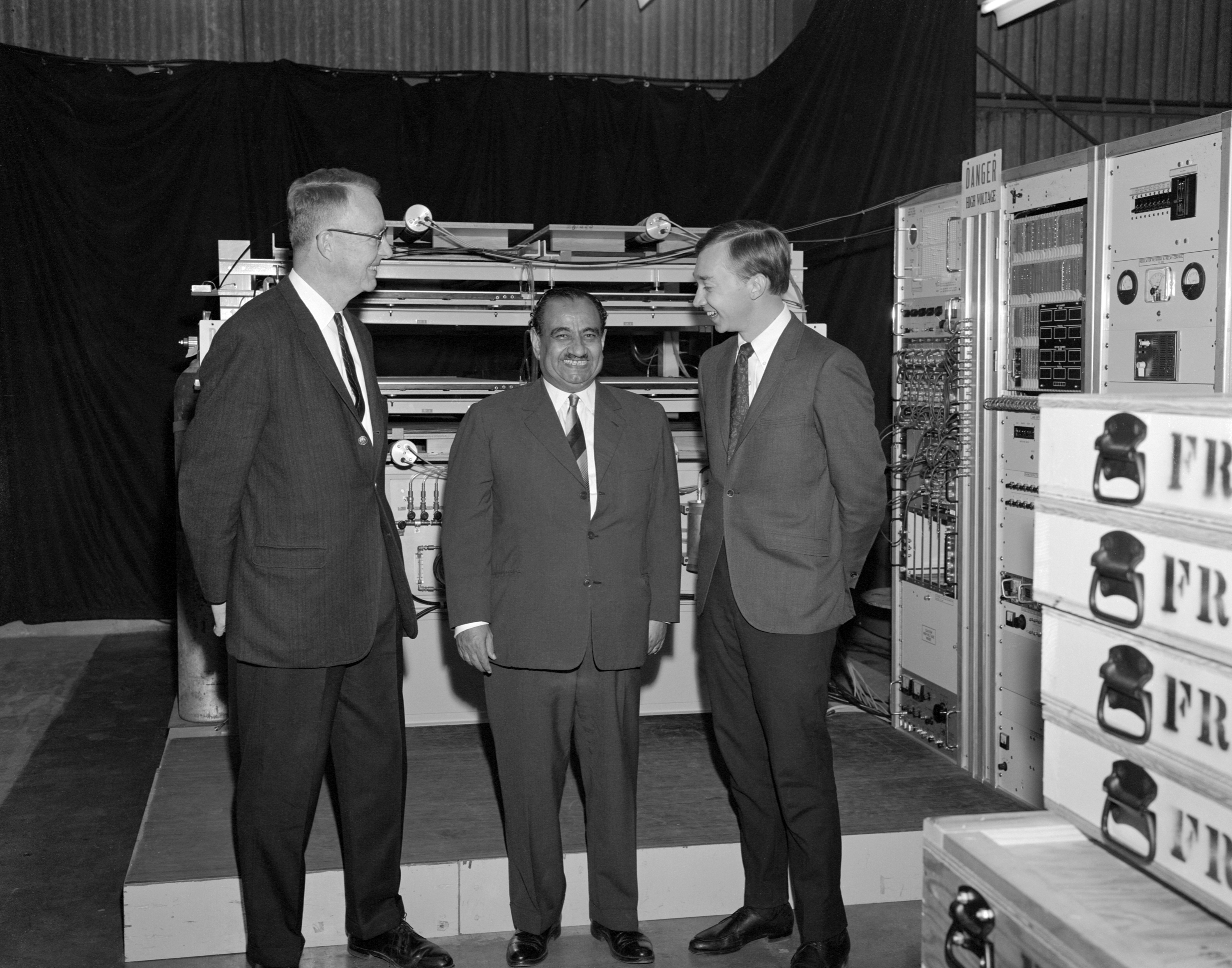
Ahmed Fakhry, 1905–1973 (Mitte), mit Luis Walter Alvarez und Jerry Anderson

- Herbert Walter Fairman (Brite, 1907–1982)
- Ahmed Fakhry (Ägypter, 1905–1973)
- Martin von Falck (Deutscher, 1962–2014)
- Gerhard Fecht (Deutscher, 1922–2006)
- Walter Federn (Österreicher, 1910–1967)
- Erika Feucht (Deutsche, * 1938)
- Cecil Mallaby Firth (Brite, 1878–1931)
- Henry George Fischer (US-Amerikaner, 1923–2006)
- Hans-Werner Fischer-Elfert (Deutscher, * 1954)
- Joann Fletcher (Britin, * 1966)
- Irene Forstner-Müller (Österreicherin, * 1968)
- Georges Foucart (Franzose, 1865–1943)
- Detlef Franke (Deutscher, 1952–2007)
- Henri Frankfort (Niederländer, 1897–1954)
- George Willoughby Fraser (Brite, 1866–1923)
- Renée Friedman (US-Amerikanerin)
- Harald Froschauer (Österreicher, * 1976)

### G
- Sami Gabra (Ägypter, 1892–1979)

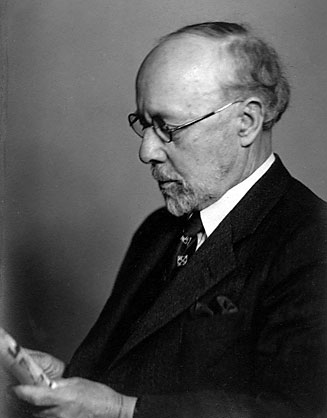
John Garstang, 1876–1956

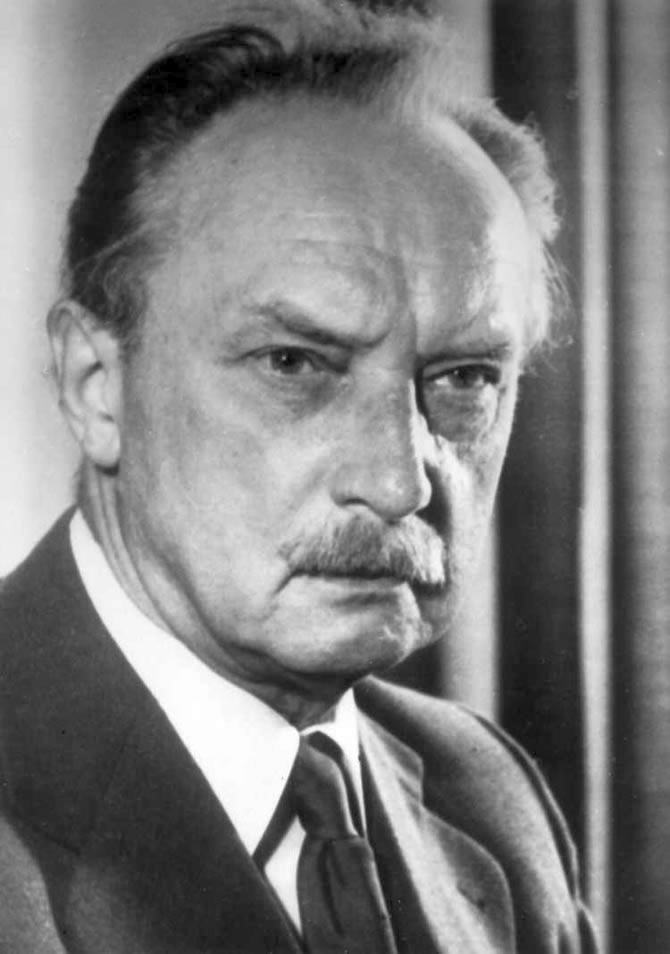
Hermann Grapow, 1885–1967

- Ingrid Gamer-Wallert (Deutsche, * 1936)
- Alan Gardiner (Brite, 1879–1963)
- John Garstang (Brite, 1876–1956)
- Rita Gautschy (Österreicherin, * 1973)
- Henri Gauthier (Franzose, 1877–1950)
- John Gee (US-Amerikaner, * 1964)
- Renate Germer (Deutsche, * 1946)
- Louise Gestermann (Deutsche, * 1957)
- Paul Ghalioungui (Ägypter, 1908–1987)
- Michela Schiff Giorgini (Italienerin, 1923–1978)
- Michel Gitton (Franzose, * 1945)
- Raphael Giveon (Deutscher, 1916–1985)
- Stephen Ranulph Kingdon Glanville (Brite, 1900–1956)
- Hans Goedicke (Österreicher, 1926–2015)
- Orly Goldwasser (Israelin, * 1951)
- Wladimir Golenischeff (Russe, 1856–1947)
- Farouk Gomaà (Ägypter, * 1936)
- Zakaria Goneim (Ägypter, 1905–1959)
- Charles Wycliffe Goodwin (Brite, 1817–1878)
- Manfred Görg (Deutscher, 1938–2012)
- Janet Gourlay (Britin, 1863–1912)
- Georges Goyon (Franzose, 1905–1996)
- Jean-Claude Goyon (Franzose, 1937–2021)
- Erhart Graefe (Deutscher, * 1943)
- Pierre Grandet (Franzose, * 1954)
- Hermann Grapow (Deutscher, 1885–1967)
- Eugène Grébaut (Franzose, 1846–1915)
- Jean-Claude Grenier (Franzose, 1943–2016)
- Reinhard Grieshammer (Deutscher, * 1934)
- Francis Llewellyn Griffith (Brite, 1862–1934)
- Nicolas Grimal (Franzose, * 1948)
- Alfred Grimm (Deutscher, * 1953)
- Aude Gros de Beler (Franzose, * 1966)
- Jorke Grotenhuis (Belgier)
- Waltraud Guglielmi (Deutsche, 1938–2018)
- Svenja A. Gülden (Deutsche)
- Rolf Gundlach (Deutscher, 1931–2016)
- Battiscombe George Gunn (Brite, 1883–1950)
- Adolphe Gutbub (Franzose, 1915–1987)

### H

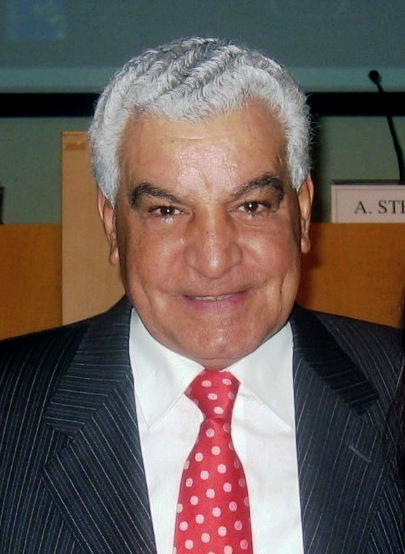
Zahi Hawass

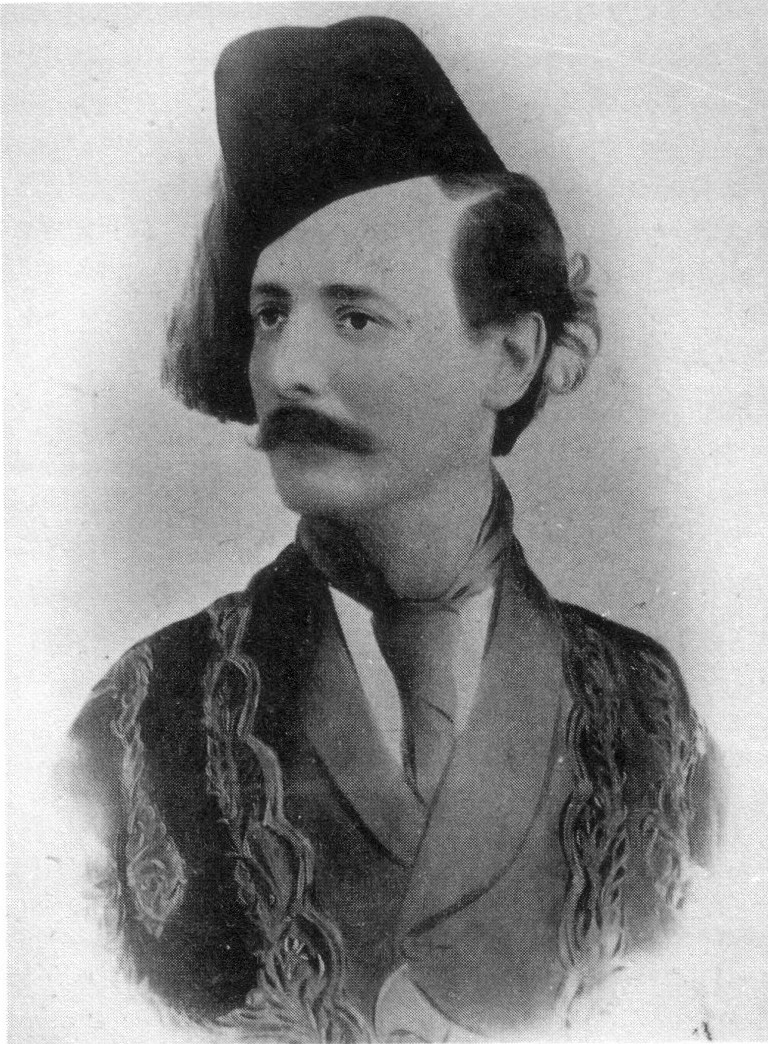
Robert Hay

- Labib Habachi (Ägypter, 1906–1984)
- Michael E. Habicht (Schweizer, * 1974)
- Gerhard Haeny (Schweizer, 1924–2010)[1]
- Ingelore Hafemann (Deutsche, * 1955)
- Henry Reginald Hall (Engländer, 1873–1930)
- Jochen Hallof (Deutscher, * 1957)
- Tohfa Handoussa (Ägypterin, 1937–2017)
- Rainer Hannig (Deutscher, 1952–2022)
- Ben Haring (Niederländer)
- Hermann Harrauer (Österreicher, * 1941)
- Selim Hassan (Ägypter, 1886–1961)
- Zahi Hawass (Ägypter, * 1947)
- Robert Hay (Schotte, 1799–1863)
- William C. Hayes (US-Amerikaner, 1906–1963)
- Harold M. Hays (US-Amerikaner, 1965–2013)
- Koenraad Donker van Heel (Niederländer, * 1959)
- El-Sayed Hegazy (Ägypter)
- Irmgard Hein (Österreicherin, * 1958)
- Wolfgang Helck (Deutscher, 1914–1993)
- Johann Jakob Hess (Schweizer, 1866–1949)
- Heike Heye (Deutsche, * 1943)
- Fritz Hintze (Deutscher, 1915–1993)
- Swetlana Hodschasch (Russin, 1923–2008)
- Friedhelm Hoffmann (Deutscher, * 1966)
- Inge Hofmann (Deutsche, 1939–2016)
- Günther Hölbl (Österreicher, * 1947)
- Uvo Hölscher (Deutscher, 1878–1963)
- Regina Hölzl (Österreicherin, * 1966)
- Colin Hope (Brite, * 1950)
- Ulrike Horak (Österreicherin, 1957–2001)
- Erik Hornung (Deutscher/Schweizer, 1933–2022)
- Michael Höveler-Müller (Deutscher, * 1974)
- George R. Hughes (US-Amerikaner, 1907–1992)
- Ramadan Badry Hussein (Ägypter, 1971–2022)

### I

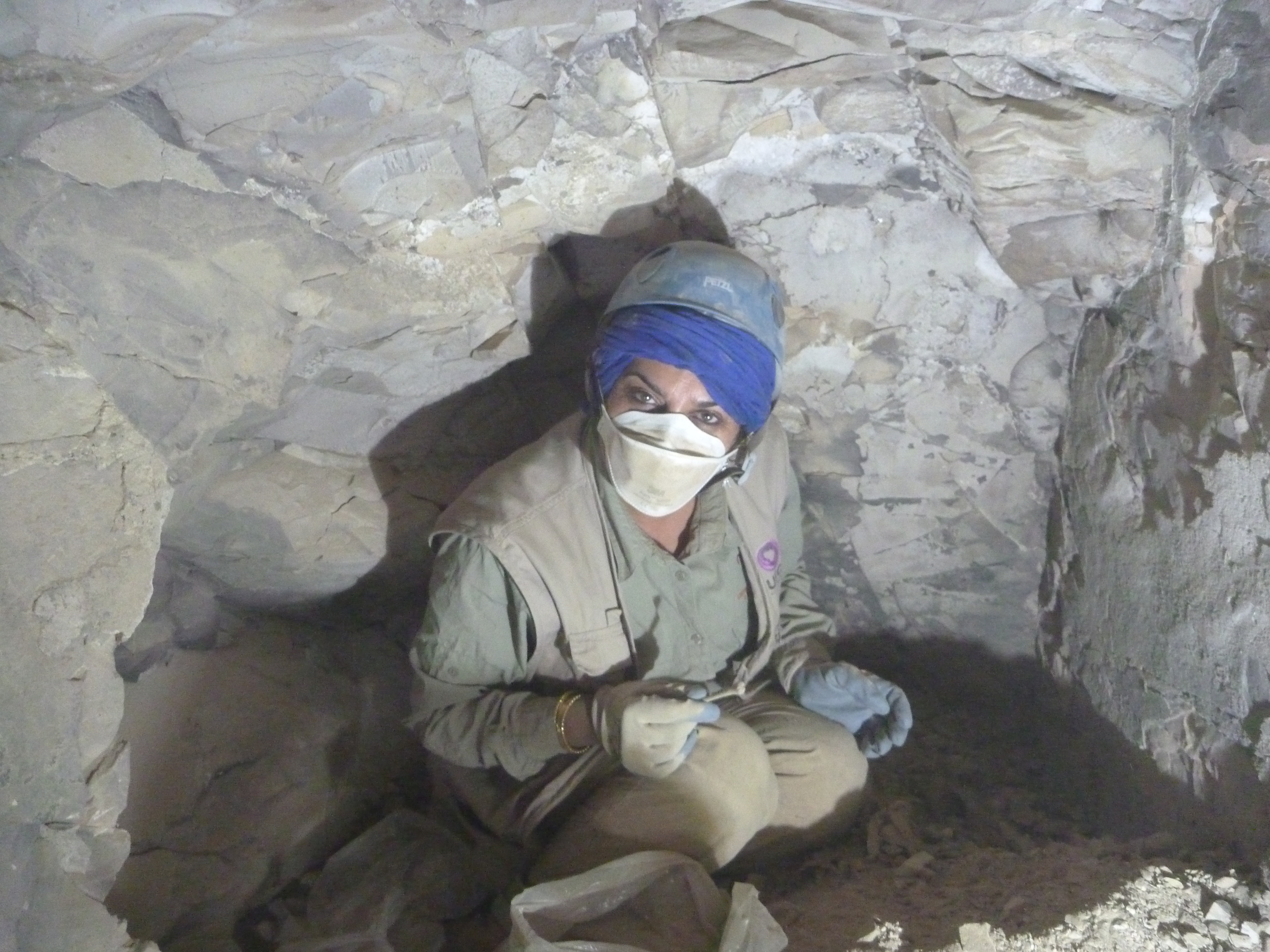
Salima Ikram

- Salima Ikram (Pakistanerin, * 1965)

### J
- Christian Jacq (Franzose, * 1947)

Gustave Jéquier

- Helen Jacquet-Gordon (US-Amerikanerin, 1918–2013)
- Emmanuel Jambon (Franzose, * 1971)
- Jacobus Johannes Janssen (Niederländer, 1922–2011)
- Thomas Garnet Henry James (Brite, 1923–2009)
- Peter Jánosi (Österreicher, * 1960)
- Karl Jansen-Winkeln (Deutscher, * 1955)
- Hanna Jenni (Schweizerin, * 1950)
- Gustave Jéquier (Schweizer, 1868–1946)
- Jean-Baptiste Jollois (Franzose, 1776–1842)
- E. Harold Jones (Brite, 1877–1911)
- Edmé François Jomard (Franzose, 1777–1862)
- Pierre Jouguét (Franzose, 1869–1949)
- Friedrich Junge (Deutscher, * 1941)
- Hermann Junker (Deutscher, 1877–1962)

### K
- Jochem Kahl (Deutscher, * 1961)

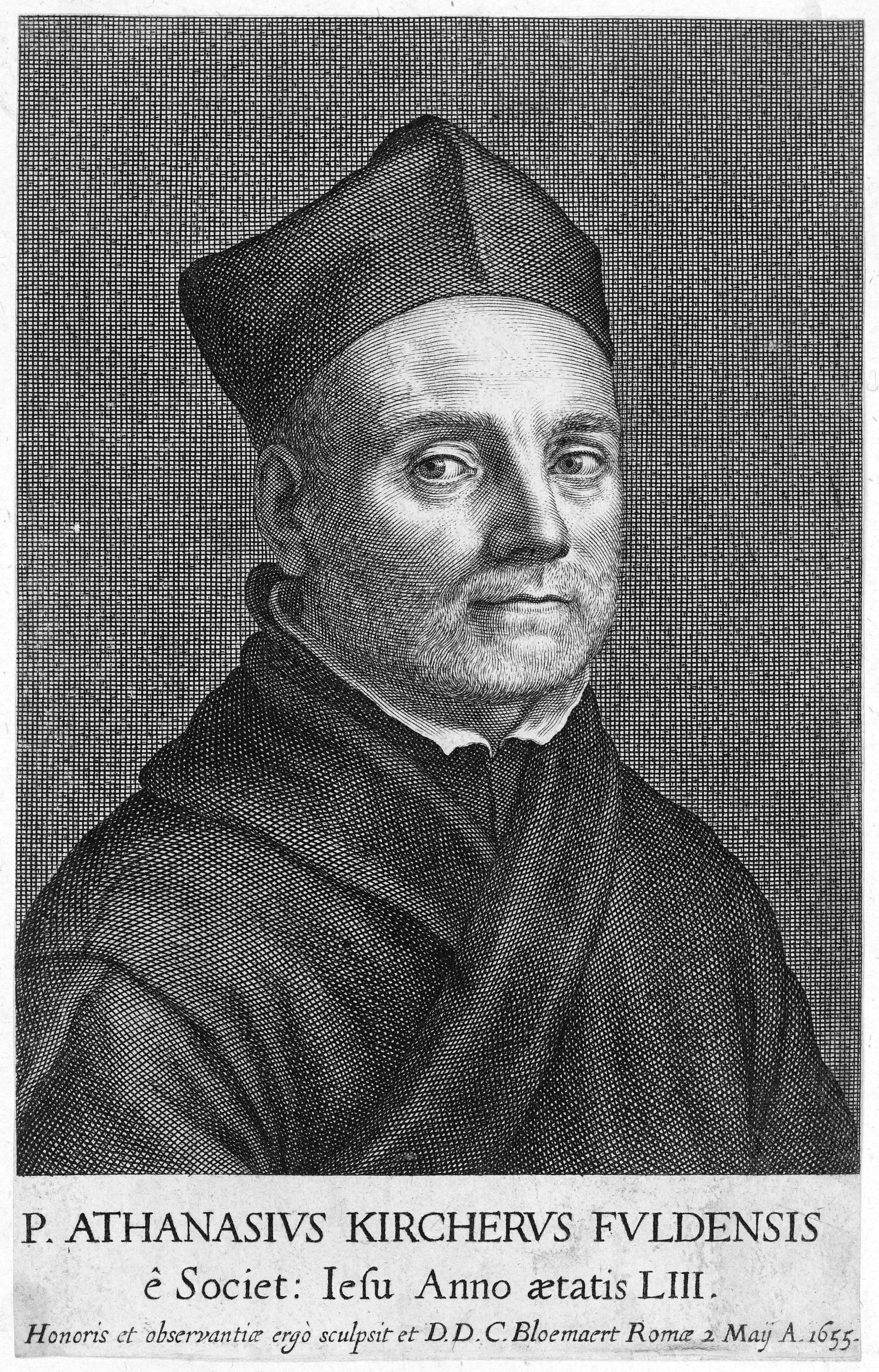
Athanasius Kircher

- Werner Kaiser (Deutscher, 1926–2013)
- László Kákosy (Ungar, 1932–2003)
- Naguib Kanawati (Ägypter/Australier, * 1941)
- Ahmed Kamal (Ägypter, 1851–1923)
- Frank Kammerzell (Deutscher, * 1961)
- Olaf E. Kaper (Niederländer, * 1962)
- Peter Kaplony (Schweizer, gebürtiger Ungar, 1933–2011)
- Ursula Kaplony-Heckel (Deutsche, 1924–2021)
- Joachim Karig (Deutscher, * 1932)
- Ernst Kausen (Deutscher, * 1948)
- Hans Kayser (Deutscher, 1911–1989)
- Hermann Kees (Deutscher, 1886–1964)
- Barry Kemp (Brite, 1940–2024)
- Timothy Kendall (US-Amerikaner)
- Jean Kerisel (Franzose, 1908–2005)
- Dieter Kessler (Deutscher, * 1948)
- Athanasius Kircher (Deutscher, 1602–1680)
- Hannelore Bartke-Kischkewitz (Deutsche, 1939–2025)
- Kenneth A. Kitchen (Brite, 1932–2025)
- Adolf Klasens (Niederländer, 1917–1998)
- Nicole Kloth (Deutsche, * 1972)
- Giovanni Kminek-Szedlo (Tscheche, 1828–1896)
- Juri Knorosow (Russe, 1922–1999)
- Holger Kockelmann (Deutscher, * 1973)
- Yvan Koenig (Franzose, * 1947)
- Eva Christiana Koehler (Deutsche, * 1964)
- Jirō Kondō (Japan, * 1951)
- Wolfgang Kosack (Deutscher, * 1943)
- Jakob Krall (Österreicher, 1857–1905)
- Martin Walter Krause (Deutscher, * 1930)
- Renate Krauspe (Deutsche, * 1939)
- Rolf Krauss (Deutscher, * 1942)
- Jean-Marie Kruchten (Belgier, 1944–2010)
- Sabine Kubisch (Deutsche, * 1972)
- Dieter Kurth (Deutscher, * 1942)

### L

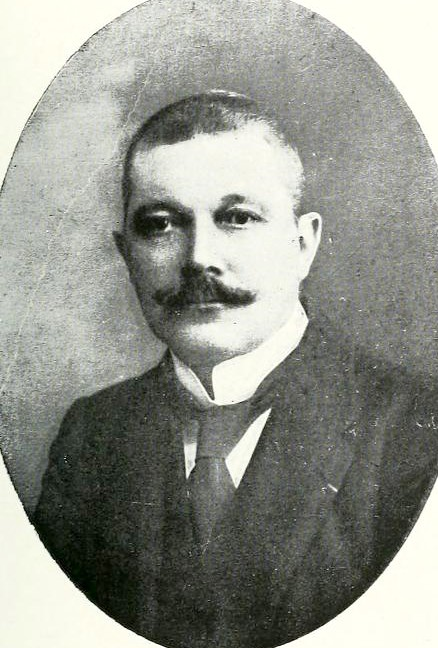
Georges Legrain

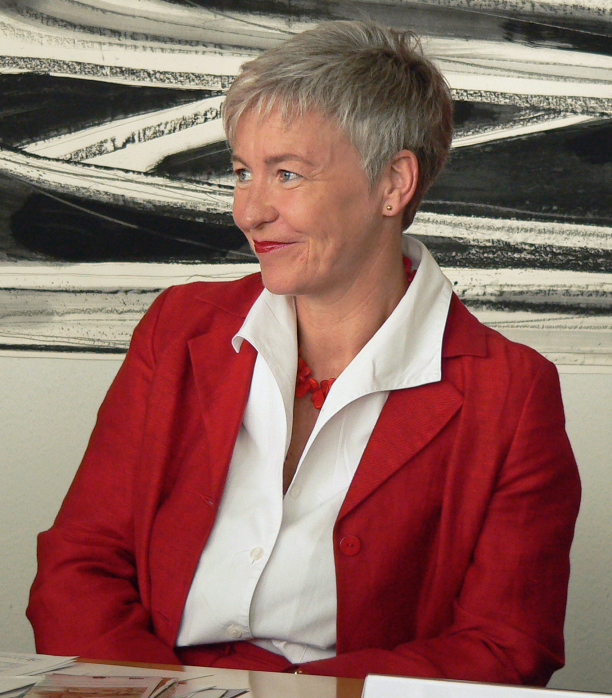
Katja Lembke

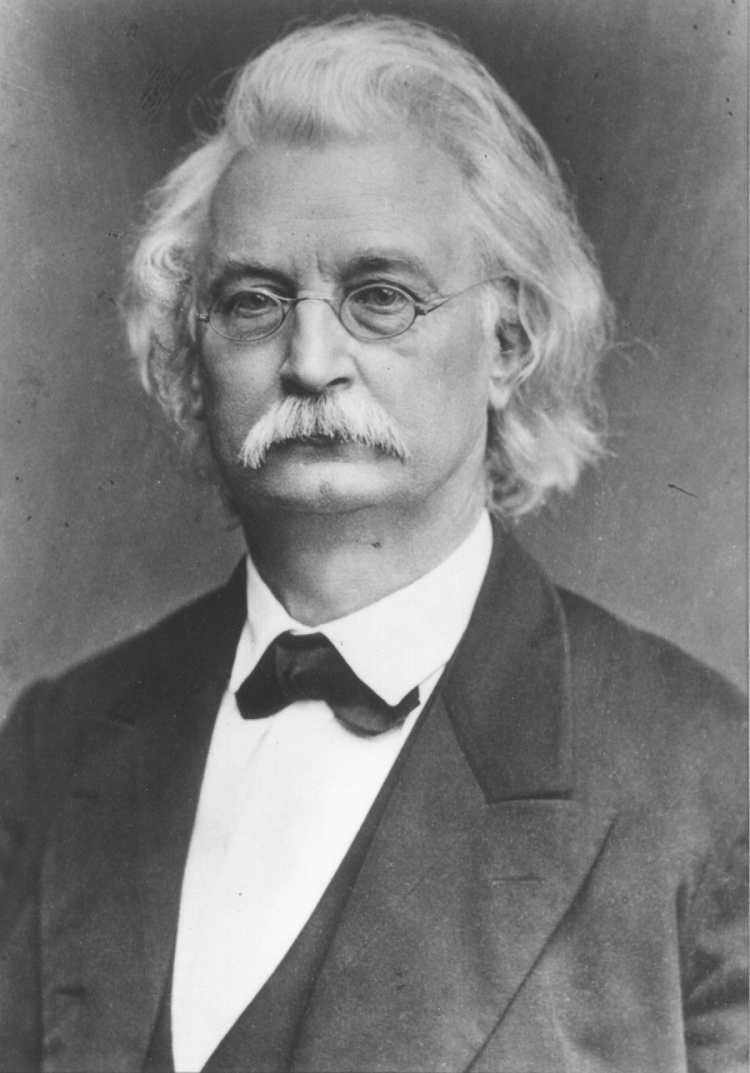
Karl Richard Lepsius (1810–1884)

- Françoise Labrique (Belgierin, * 1949)
- Audran Labrousse (Franzose, * 1942)
- Pierre Lacau (Franzose, 1873–1963)
- Claire Lalouette (Französin, 1921–2010)
- Renata Landgráfová (Tschechin, * 1976)
- Ambrose Lansing (US-Amerikaner, 1891–1959)
- Jean-Philippe Lauer (Franzose, 1902–2001)
- Christian Leblanc (Franzose, * 1948)
- Jean Leclant (Franzose, 1920–2011)
- Eugène Lefébure (Franzose, 1838–1908)
- Gustave Lefebvre (Franzose, 1879–1957)
- Georges Legrain (Franzose, 1865–1917)
- Mark Lehner (US-Amerikaner, * 1950)
- Christian Leitz (Deutscher, * 1960)
- Katja Lembke (Deutsche, * 1965)
- Charles Lenormant (Franzose, 1802–1859)
- Giuseppina Lenzo (Schweizerin, * 1971)
- Karl Richard Lepsius (Deutscher, 1810–1884)
- Naphtali Lewis (US-Amerikaner, 1911–2005)
- František Lexa (Tscheche, 1876–1960)
- Alexandra von Lieven (Deutsche, * 1974)
- Christine Lilyquist (US-Amerikanerin, * 1940)
- Piers Litherland (Brite)
- Alan B. Lloyd (Brite, * 1941)
- Christian E. Loeben (Deutscher, * 1961)
- Angelika Lohwasser (Österreicherin, * 1967)
- Antonio Loprieno (Italiener, * 1955)
- Victor Loret (Franzose, 1859–1946)
- Edward Loring (US-Amerikaner, 1937–2015)
- Erich Lüddeckens (Deutscher, 1913–2004)
- Ulrich Luft (Deutscher, * 1941)
- Albert M. Lythgoe (US-Amerikaner, 1868–1934)

### M

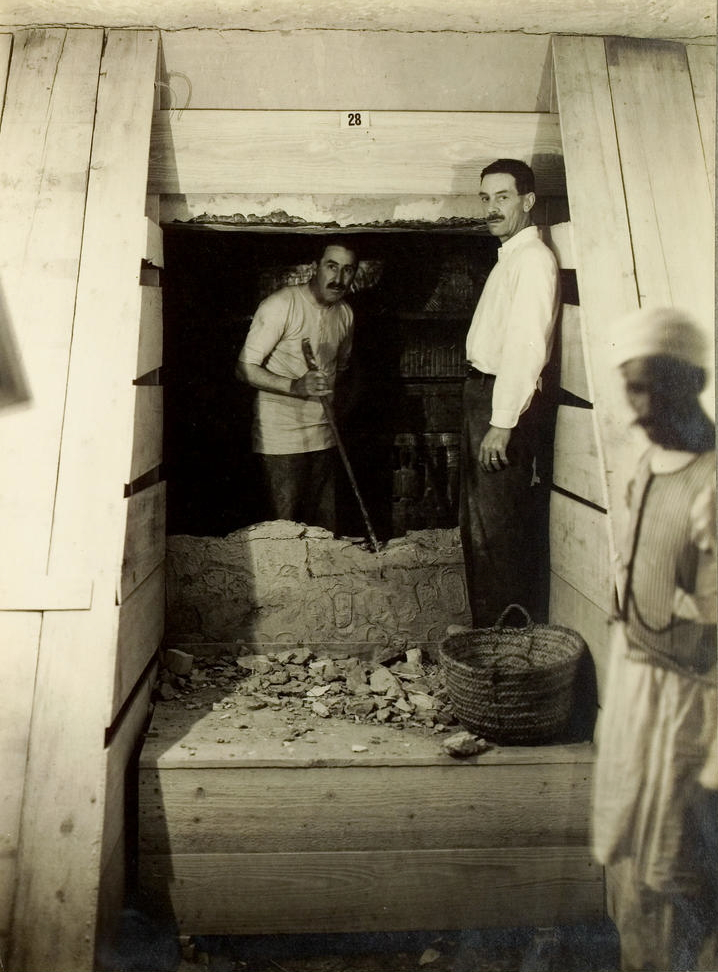
Arthur C. Mace (Mitte) mit Howard Carter

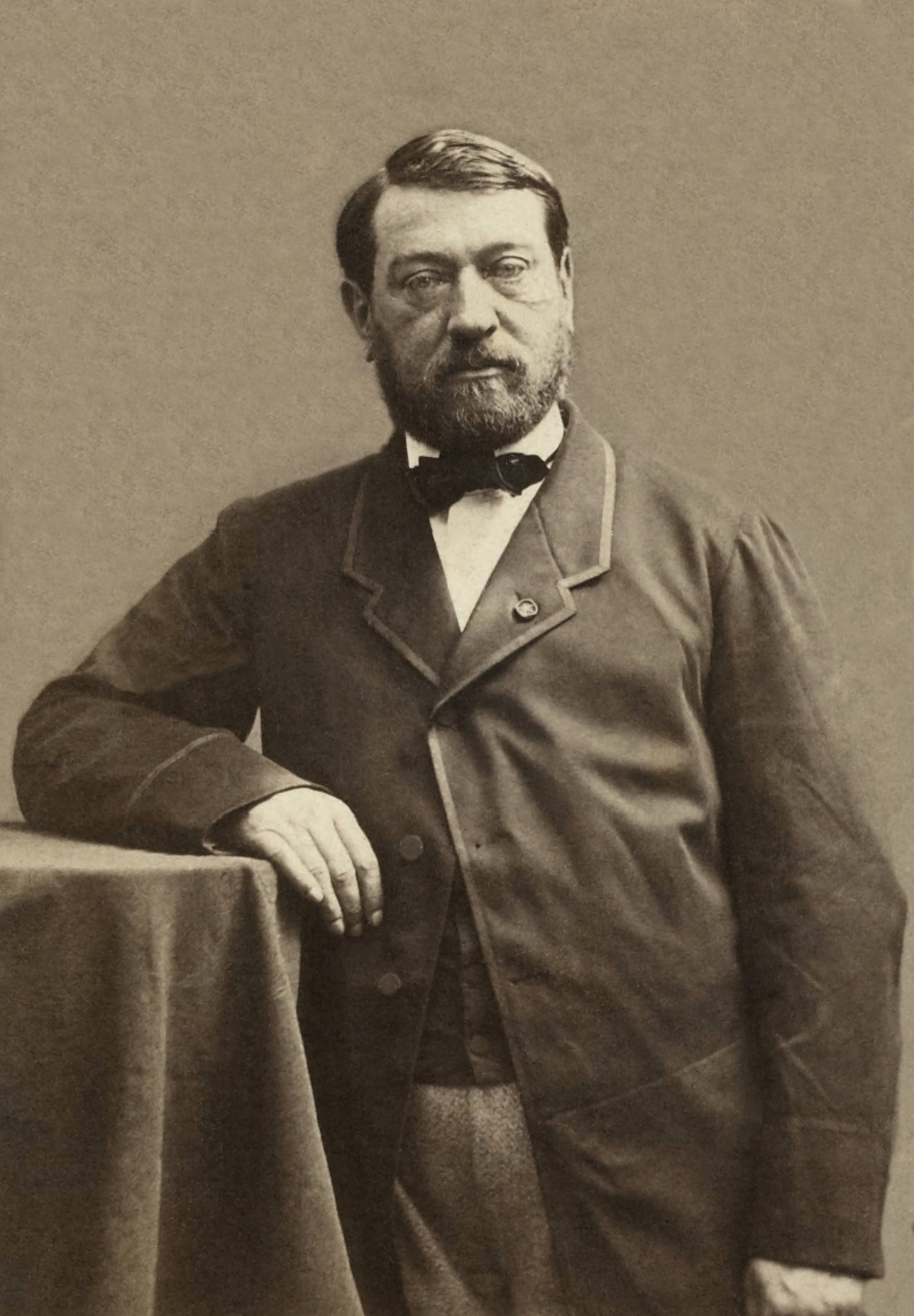
Auguste Mariette

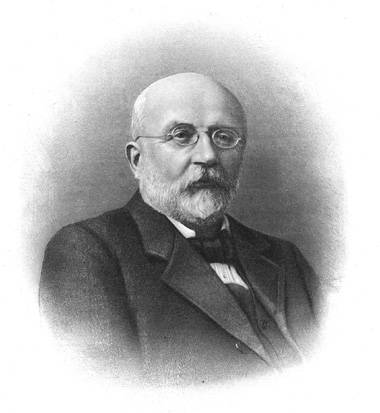
Gaston Maspero (1846–1916)

Jacques de Morgan (1857–1924)

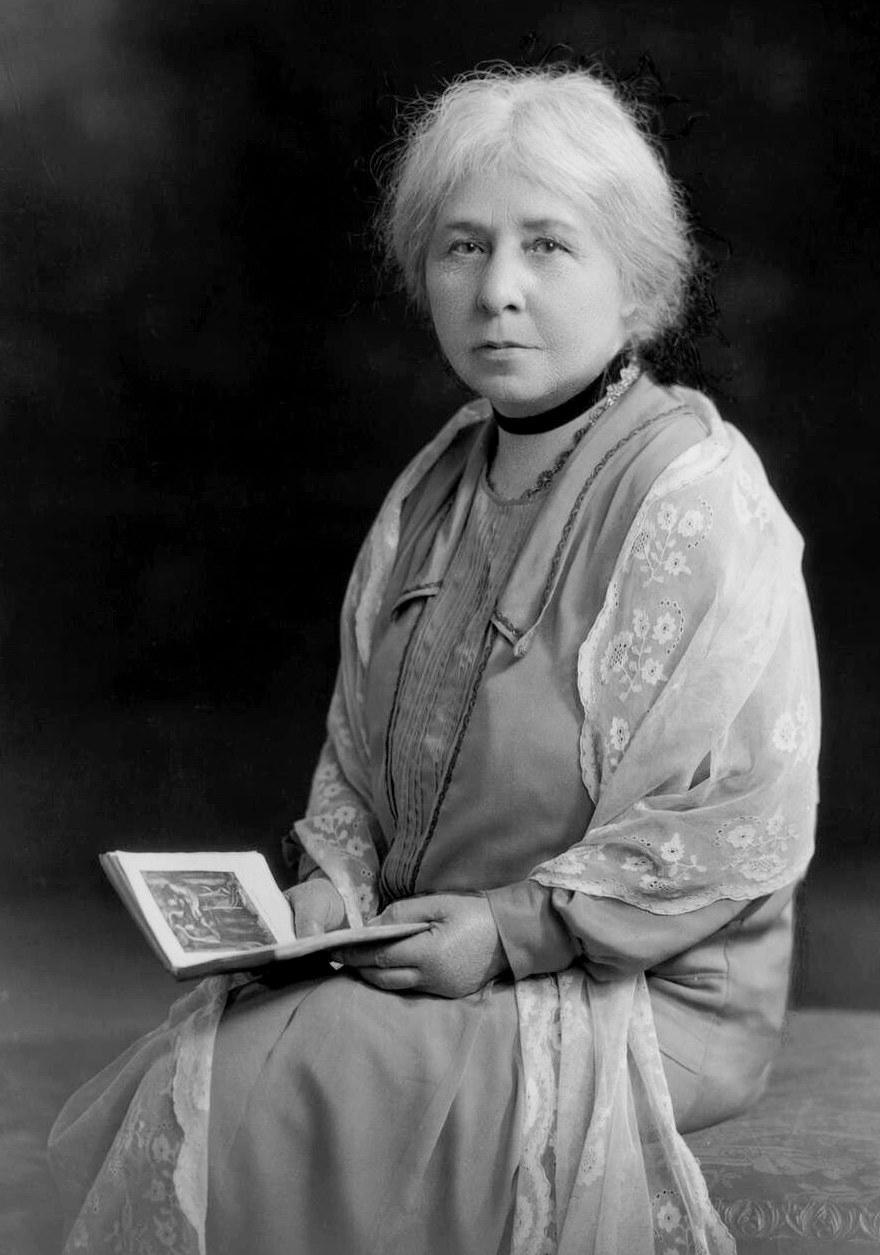
Margaret Alice Murray

- Arthur C. Mace (US-Amerikaner, 1874–1928)
- Christine El Mahdy (Britin, 1950–2008)
- Jaromír Málek (Tscheche/Brite, 1943–2023)
- Michel Malinine (Russe/Franzose, 1900–1977)
- Peter Der Manuelian (US-Amerikaner, * 1959)
- Alicia Maravelia (Griechin, * 1966)
- Auguste Mariette (Franzose, 1821–1881)
- Geoffrey Thorndike Martin (Brite, 1934–2022)
- Eva Martin-Pardey (Deutsche, 1948–2012)
- Francisco J. Martín Valentín (Spanier, * 1947)
- Gaston Maspero (Franzose, 1846–1916)
- Bernard Mathieu (Franzose, * 1959)
- Charles Maystre (Schweizer, 1907–1993)
- Dimitri Meeks (Franzose, * 1941)
- Mohamed Megahed (Ägypter)
- Bernadette Menu (Franzose, * 1942)
- Herman de Meulenaere (Belgier, 1923–2011)
- Eduard Meyer (Deutscher, 1855–1930)
- Kazimierz Michałowski (Pole, 1901–1981)
- Beatrix Midant-Reynes (Französin, * 1949)
- Gerald Moers (Deutscher, * 1967)
- Georg Möller (Deutscher, 1876–1921)
- Pierre Montet (Franzose, 1885–1966)
- Ludwig David Morenz (Deutscher, * 1965)
- Siegfried Morenz (Deutscher, 1914–1970)
- Alexandre Moret (Franzose, 1868–1938)
- Jacques de Morgan (Franzose, 1857–1924)
- Rosalind Moss (Britin, 1890–1990)
- Tycho Mrsich (Deutscher, 1925–2022)
- Hans Wolfgang Müller (Deutscher, 1907–1991)
- Frank Müller-Römer (Deutscher, * 1936)
- Renate Müller-Wollermann (Deutsche, * 1956)
- Gregory D. Mumford (US-Amerikaner, * 1965)
- Irmtraut Munro (Deutsche, * 1944)
- Peter Munro (Deutscher, 1930–2009)
- Margaret Alice Murray (Britin, 1863–1963)

### N
- Claudia Näser (Deutsche, * 1970)
- Christopher Naunton (Brite, * 1978)
- Édouard Naville (Schweizer, 1844–1926)
- Hana Navratilova (Tschechin, * 1979)
- Mark-Jan Nederhof (Niederländer)
- Winifred Ellen Needler (Deutsch-Kanadierin, 1904–1987)
- Percy E. Newberry (Brite, 1868–1949)
- Andrzej Niwinski (Pole, * 1948)
- Abdel Halim Nur el-Din (Ägypter)

### O
- Théophile Obenga (Kongolese, * 1936)
- Claude Obsomer (Belgier, * 1963)
- Boyo Ockinga (Australier, * 1952)
- David O’Connor (Australier, 1938–2022)
- Jürgen Osing (Deutscher, * 1942)
- Eberhard Otto (Deutscher, 1913–1974)

### P
- Maxim Panov (Russe, * 1969)[2]

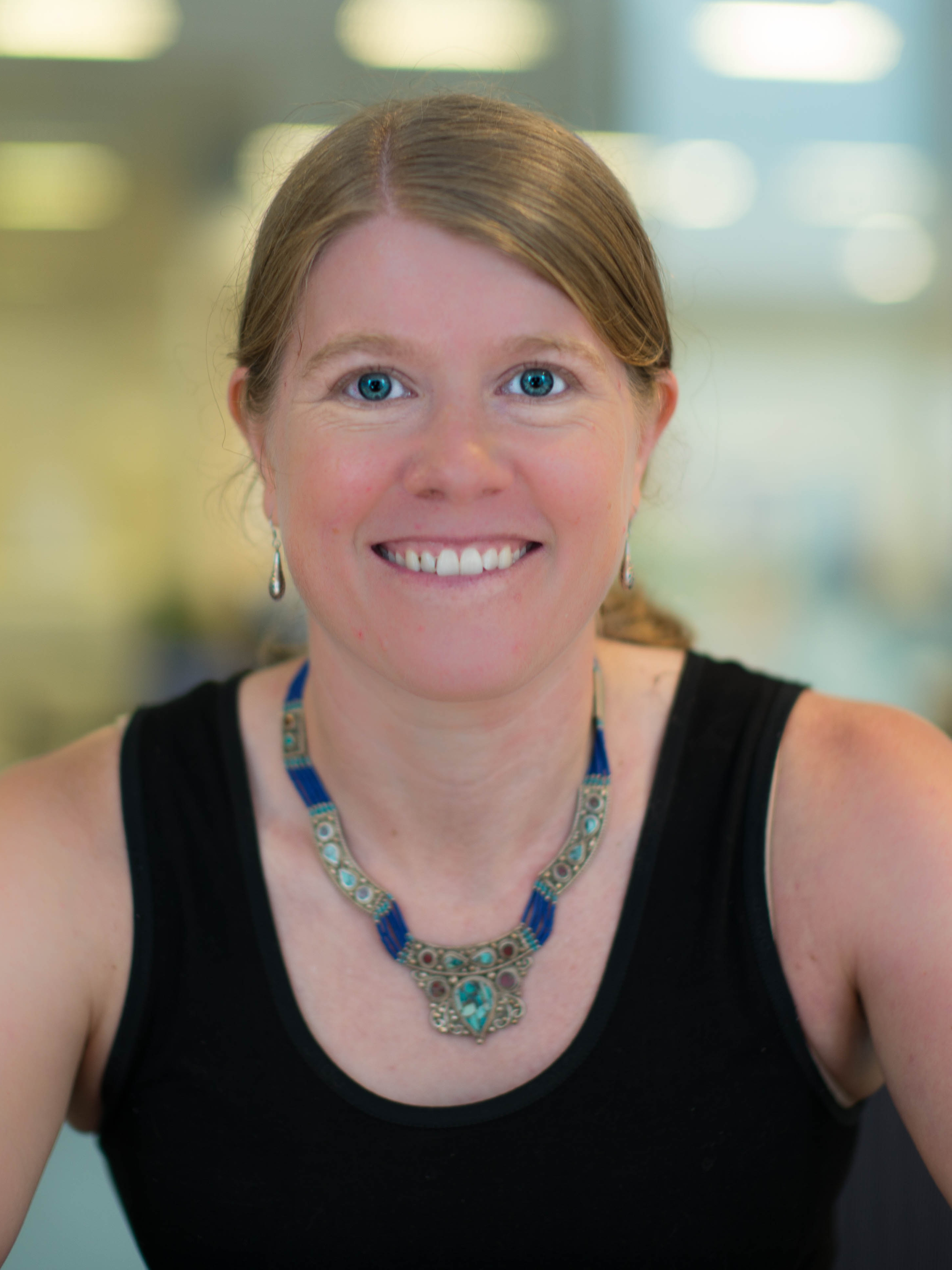
Sarah Parcak

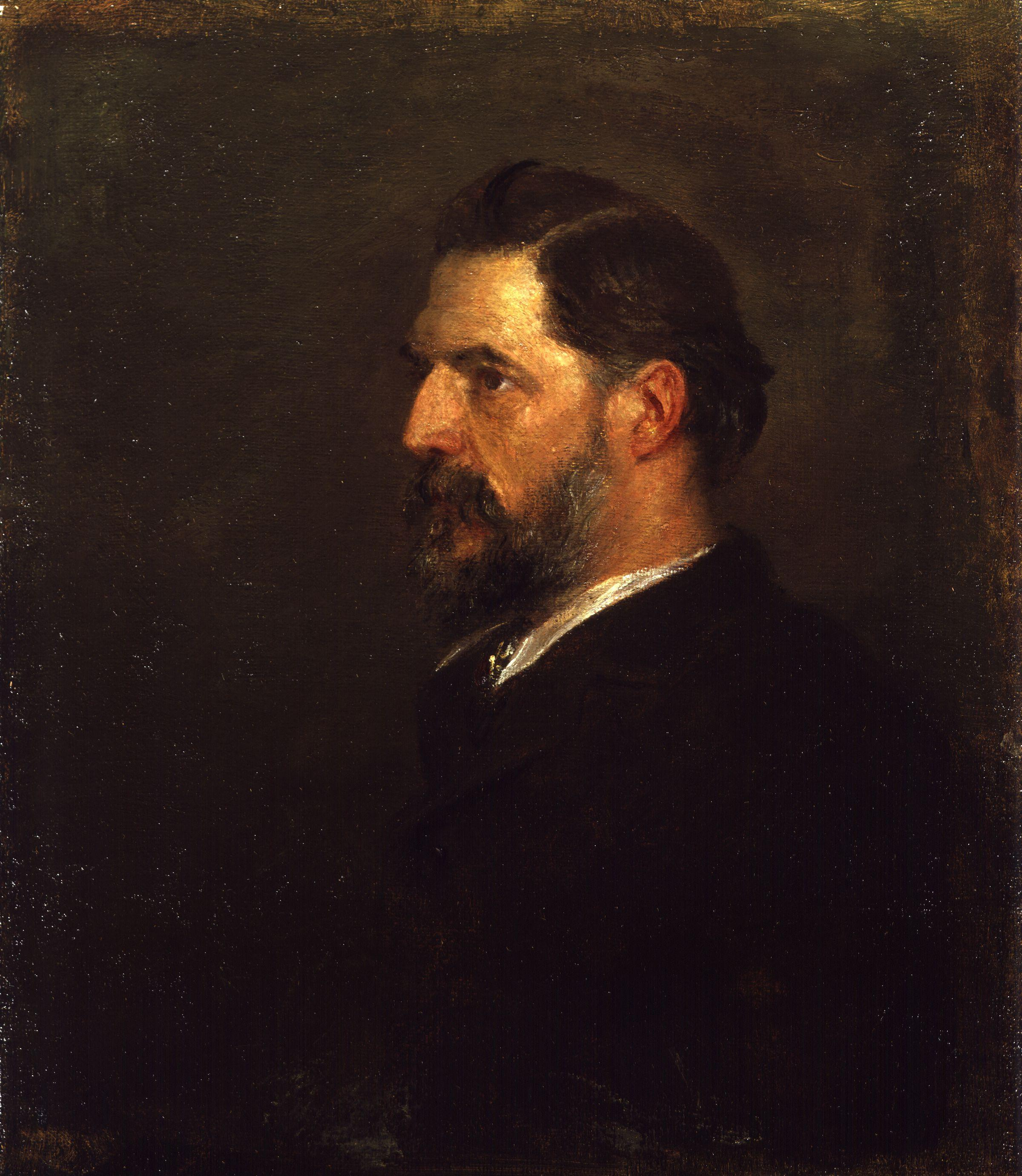
William Flinders Petrie, 1853–1942

- Laure Pantalacci (Französin, * 1955)
- Sarah Parcak (US-Amerikanerin, * 1979)
- Frédéric Payraudeau (Franzose, * 1974)
- Thomas Eric Peet (Brite, 1882–1934)
- John Shae Perring (Brite, 1813–1869)
- Flinders Petrie (Brite, 1853–1942)
- Carsten Peust (Deutscher, * 1968)
- Stefan Pfeiffer (Deutscher, * 1974)
- Patrizia Piacentini (Italienerin, * 1961)
- Alexandre Piankoff (Russe, 1897–1966)
- Cornelius von Pilgrim (Deutscher)
- Maurice Pillet (Franzose, 1881–1964)
- Elena Pischikova (Russin/US-Amerikanerin)
- Dirk van der Plas (Niederländer, * 1943)
- Stéphane Polis (Belgier)
- Daniel Polz (Deutscher, * 1957)
- Tanja Pommerening (Deutsche, * 1969)
- Lutz Popko (Deutscher, * 1978)
- Georges Posener (Franzose, 1906–1988)
- Paule Posener-Kriéger (Französin, 1925–1996)
- Bertha Porter (Britin, 1852–1941)
- Karl-Heinz Priese (Deutscher, 1935–2017)
- Edgar B. Pusch (Deutscher, 1946–2023)

### Q
- Joachim Friedrich Quack (Deutscher, * 1966)
- Jan Quaegebeur (Belgier, 1943–1995)
- James Edward Quibell (Brite, 1867–1935)
- Stephen Quirke (Brite)

### R
- Ali Radwan (Ägypter, 1941–2020)

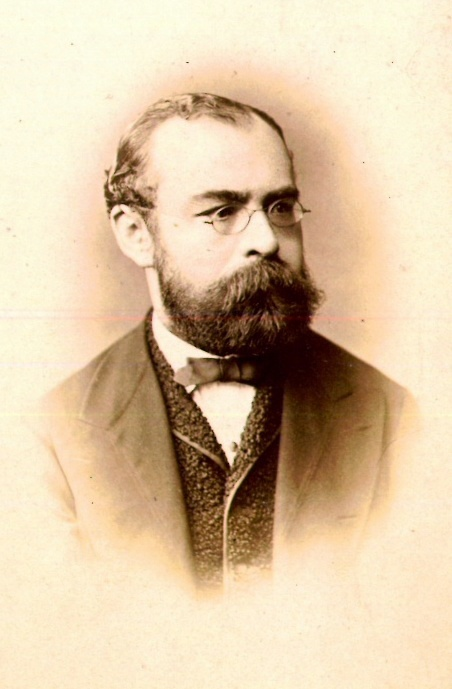
Leo Reinisch

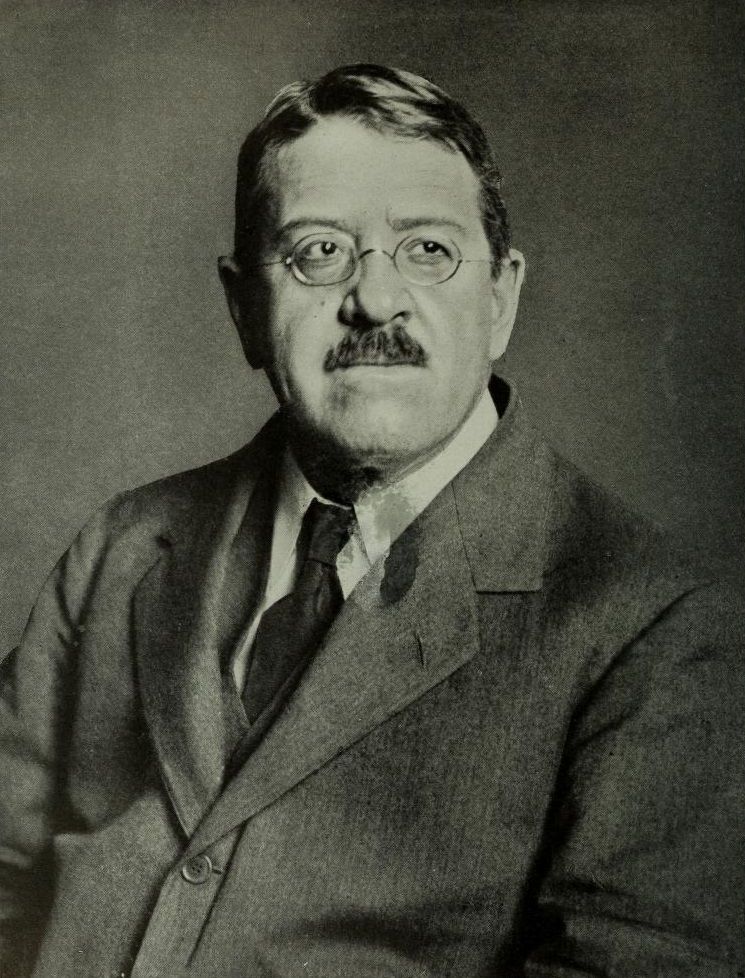
George Andrew Reisner

- Hermann Ranke (Deutscher, 1878–1953)
- Caroline Ransom Williams (US-Amerikanerin, 1872–1952)
- John D. Ray (Brite, * 1945)
- Daniel von Recklinghausen (Deutscher, * 1976)
- Donald Bruce Redford (Kanadier, 1934–2024)
- Nicholas Reeves (Engländer, * 1956)
- Victor Regalado-Frutos (Spanier, * 1960)
- Isabelle Régen (Französin, * 1976)
- Walter-Friedrich Reineke (Deutscher, 1936–2015)
- Leo Reinisch (Österreicher, 1832–1919)
- Elfriede Reiser-Haslauer (Österreicherin, * 1941)
- George Andrew Reisner (US-Amerikaner, 1867–1942)
- Peter le Page Renouf (Engländer, 1822–1897)
- Eugène Revillout (Franzose, 1843–1913)
- Tonio Sebastian Richter (Deutscher, * 1967)
- Claude Rilly (Franzose, * 1959)
- Robert K. Ritner (US-Amerikaner, 1953–2021)
- Clément Robichon (Franzose, 1906–1999)
- Alessandro Roccati (Italiener, * 1941)
- Mieczysław Rodziewicz (Pole, 1934–2019)
- Günther Roeder (Deutscher, 1881–1966)
- Catharine H. Roehrig (US-Amerikanerin, * 1949)
- David Rohl (Brite, * 1950)
- Olena Romanova (Ukrainerin)
- Vincent Rondot (Franzose, * 1958)
- Pamela J. Rose (Britin)
- Ippolito Rosellini (Italiener, 1800–1843)
- Serge Rosmorduc (Franzose, * 1965)
- Emmanuel de Rougé (Franzose, 1811–1872)
- Gerhard Rühlmann (Deutscher, 1930–2005)
- Ute Rummel (Deutsche, * 1967)
- Donald P. Ryan (US-Amerikaner, * 1957)
- Kim Ryholt (US-Amerikaner/Däne, * 1970)

### S

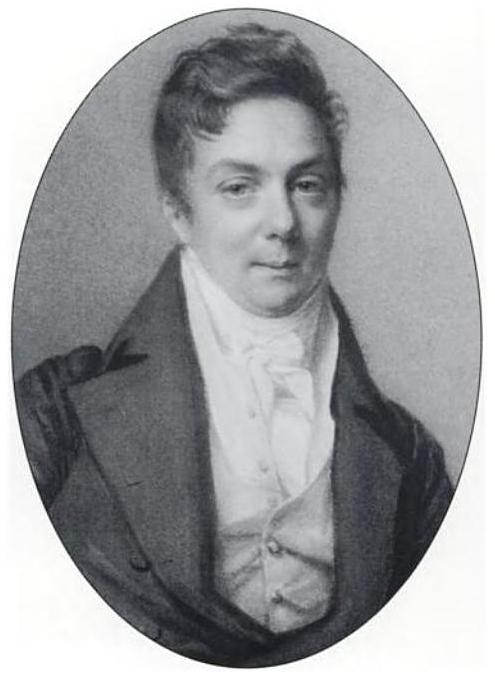
Herny Salt

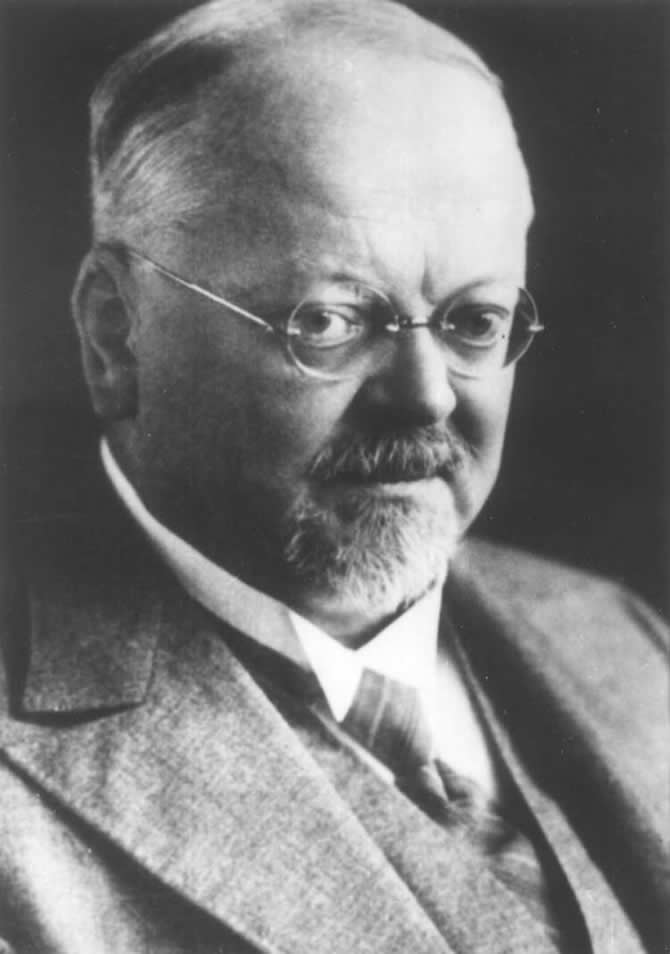
Kurt Sethe

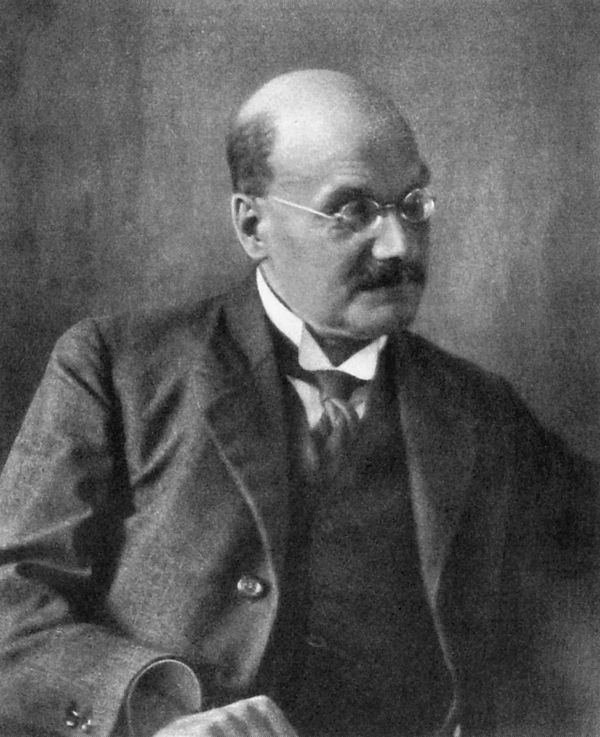
Wilhelm Spiegelberg

Georg Steindorff

- Jean Sainte-Fare Garnot (Franzose, 1908–1963)
- Mohammed Saleh (Ägypter, * 1939)
- Henry Salt (Brite, 1780–1827)
- Helmut Satzinger (Österreicher, * 1938)
- Françoise Le Saout (Französin, 1942–2020)
- Serge Sauneron (Franzose, 1927–1976)
- Claude-Étienne Savary (Franzose, 1750–1788)
- Archibald Henry Sayce (Brite, 1846–1933)
- Torgny Säve-Söderbergh (Schwede, 1914–1998)
- Otto Schaden (US-Amerikaner, 1937–2015)
- Hans Heinrich Schaeder (Deutscher, 1896–1957)
- Heinrich Schäfer (Deutscher, 1868–1957)
- Alexander Scharff (Deutscher, 1892–1950)
- Wolfgang Schenkel (Deutscher, * 1936)
- Maren Schentuleit (Deutsche, * 1974)
- Ernesto Schiaparelli (Italiener, 1856–1928)
- Bernd Ulrich Schipper (Deutscher, * 1968)
- Birgit Schlick-Nolte (Deutsche, * 1940)
- Hermann A. Schlögl (Deutscher, 1932–2023)
- Bettina Schmitz (Deutsche, * 1948)
- Thomas Schneider (Schweizer, * 1964)
- Piotr O. Scholz (Pole, 1943–2016)
- Sylvia Schoske (Deutsche, * 1955)
- Siegfried Schott (Deutscher, 1897–1971)
- Regine Schulz (Deutsche, * 1953)
- Adelheid Schwab-Schlott (Deutsche, * 1940)
- Isha Schwaller de Lubicz (Französin, 1885–1963)
- René Schwaller de Lubicz (Franzose, 1887–1961)
- Simon D. Schweitzer (Deutscher, * 1975)
- Ursula Schweitzer (Schweizerin, 1916–1960)
- Girolamo Segato (Italiener, 1792–1836)
- Matthias Seidel (Deutscher, 1948–2013)
- Stephan Seidlmayer (Deutscher, * 1957)
- Wilfried Seipel (Österreicher, * 1944)
- Andriy Selinskyi (Ukrainer, * 1973)
- Frédéric Servajean (Chilene/Franzose, * 1957)
- Kurt Sethe (Deutscher, 1869–1934)
- Jürgen Settgast (Deutscher, 1932–2004)
- Gustav Seyffarth (Deutscher, 1796–1885)
- Friederike Seyfried (Deutsche, * 1960)
- Ian Shaw (Brite, * 1961)
- Roberta L. Shaw (Kanadierin, * 1958)
- Abdel Ghaffar Shedid (Ägypter, * 1938)
- Alberto Siliotti (Italiener, * 1950)
- William Kelly Simpson (US-Amerikaner, 1928–2017)[3]
- Edwin Smith (Brite, 1822–1906)
- Grafton Elliot Smith (Australier, 1871–1937)
- William Stevenson Smith (US-Amerikaner, 1907–1969)
- Hourig Sourouzian (Deutsche armenischer Herkunft)
- Rogério Sousa (Portugiese)
- Jeffrey Spencer (Brite, * 1949)
- Neal Spencer (Brite, * 1970)
- Joachim Spiegel (Deutscher, 1911–1989)
- Wilhelm Spiegelberg (Deutscher, 1870–1930)
- Rainer Stadelmann (Deutscher, 1933–2019)
- Martin A. Stadler (Deutscher, * 1973)
- Elisabeth Staehelin (Schweizerin, 1935–2024)
- Danijela Stefanovic (Serbin, * 1973)
- Georg Steindorff (Deutscher, 1861–1951)
- Ludwig Stern (Deutscher, 1846–1911)
- Heike Sternberg-el Hotabi (Deutsche, * 1955)
- Hanns Stock (Deutscher, 1908–1966)
- Magdalena Stoof (Deutsche, * 1951)
- Eugen Strouhal (Tscheche, 1931–2016)
- Nigel Strudwick (Brite)
- Wassili Wassiljewitsch Struwe (Russe, 1889–1965)
- Nabil Swelim (Ägypter, 1935–2015)
- Lothar Störk (Deutscher, * 1941)

### T

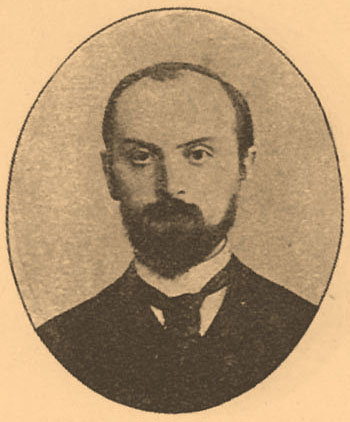
Boris Alexandrowitsch Turajew, 1858–1920

- Mahmoud Maher Taha (Ägypter, * 1942)
- Pierre Tallet (Franzose, * 1966)
- Roland Tefnin (Belgier, 1945–2006)
- Christoffer Theis (Deutscher, * 1984)
- Aristide Théodoridès (Belgier, 1911–1994)
- Heinz Joseph Thissen (Deutscher, 1940–2014)
- Elizabeth Thomas (US-Amerikanerin, 1907–1986)
- Herbert Thompson (Brite, 1859–1944)
- Christian Tietze (Deutscher, * 1941)
- Francesco Tiradritti (Italiener, * 1961)
- Eduard Toda i Güell (Spanier, 1855–1941)
- László Török (Ungar, 1941–2020)
- Claude Traunecker (Franzose, * 1943)
- Bruce Trigger (Kanadier, 1937–2006)
- Boris Alexandrowitsch Turajew (Russe, 1858–1920)
- Joyce Tyldesley (Britin, * 1960)

### U
- Peter Ucko (Brite, 1938–2007)
- Max Uhlemann (Deutscher, 1829–1862)
- Martina Ullmann (Deutsche)

### V

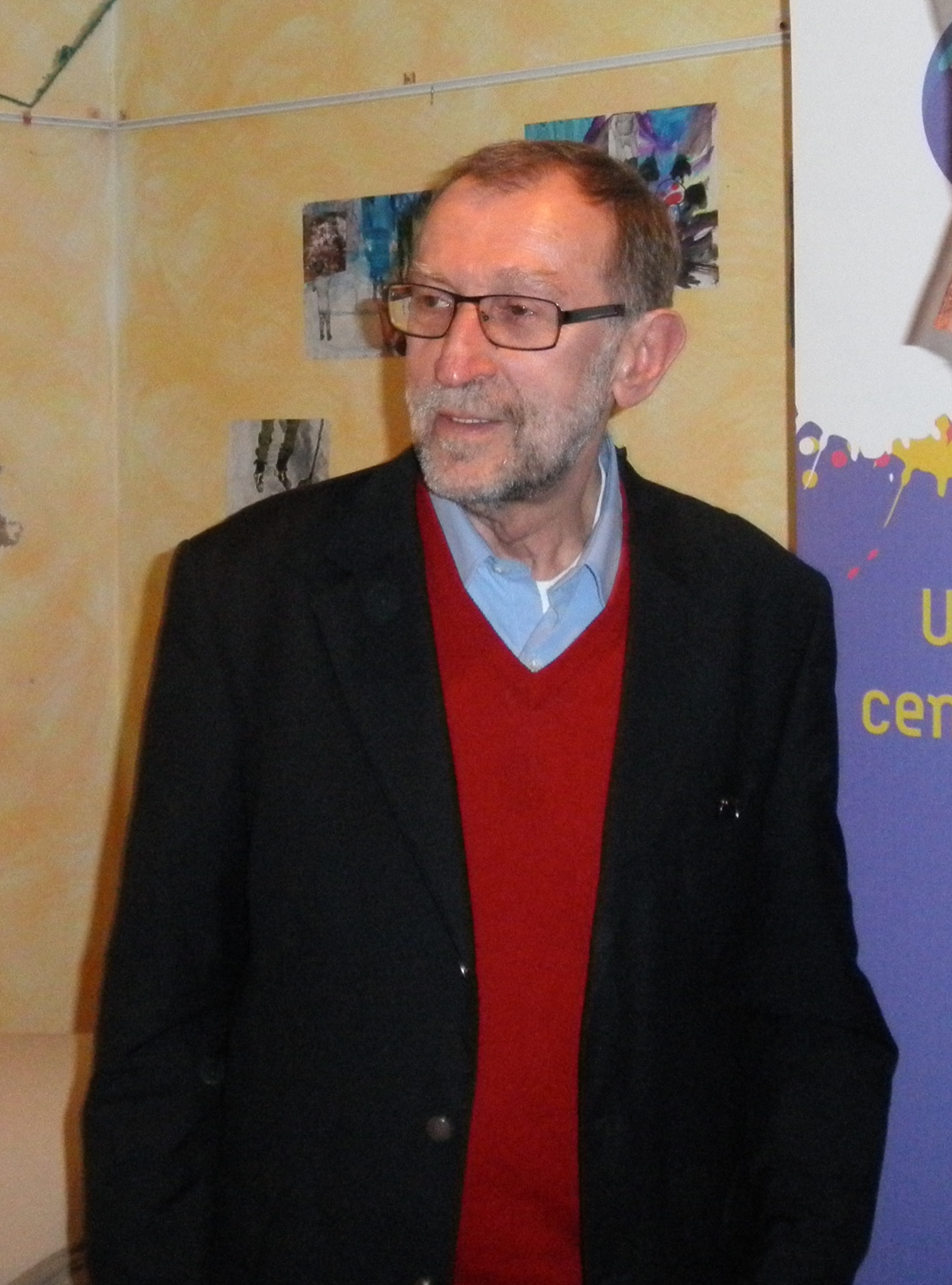
Miroslav Verner

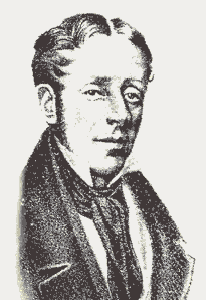
Richard William Howard Vyse

- Břetislav Vachala (Tscheche, * 1952)
- Dominique Valbelle (Französin, * 1947)
- Michel Valloggia (Schweizer, * 1942)
- Baudouin Van de Walle (Belgier, 1901–1988)
- Claude Vandersleyen (Belgier, 1927–2021)
- Jacques Vandier (Franzose, 1904–1973)
- Jeanne Marie Thérèse Vandier d’Abbadie (Französin, 1899–1977)
- Alexandre Varille (Franzose, 1909–1951)
- Luigi Vassalli (Italiener, 1812–1887)
- Eleni Vassilika (Griechin/US-Amerikanerin)
- Herman te Velde (Niederländer, 1932–2019)
- Jean Vercoutter (Franzose, 1911–2000)
- Jozef Vergote (Belgier, 1910–1992)
- Ursula Verhoeven-van Elsbergen (Deutsche, * 1957)
- Miroslav Verner (Tscheche, * 1941)
- Pascal Vernus (Franzose, * 1946)
- Milada Vilímková (Tschechin, 1921–1992)
- Édouard de Villiers du Terrage (Franzose, 1780–1855)
- Günter Vittmann (Österreicher, * 1952)
- Sven P. Vleeming (Niederländer, * 1950)
- Carola Vogel (Deutsche, * 1966)
- Petra Vomberg (Deutsche, * 1969)
- Thomas von der Way (Deutscher)
- Hana Vymazalová (Tschechin, * 1978)
- Richard William Howard Vyse (Brite, 1784–1853)

### W

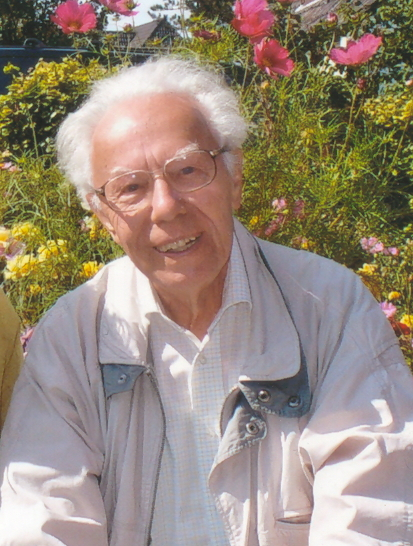
Wolfhart Westendorf

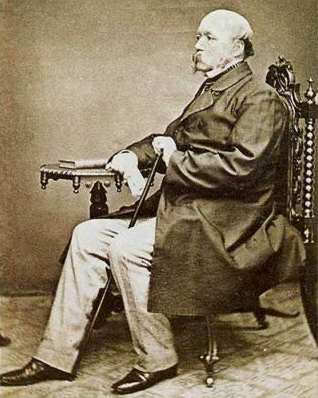
John Gardner Wilkinson

- David A. Warburton (US-Amerikaner, * 1956)
- Annette Warner, geborene Imhausen (Deutsche, * 1970)
- Anke Weber (Deutsche, * 1985)
- Kent Weeks (US-Amerikaner, * 1941)
- Josef W. Wegner (US-Amerikaner, * 1967)
- Arthur Weigall (Brite, 1880–1934)
- Raymond Weill (Franzose, 1874–1950)
- Lara Weiss (Deutsche, * 1980)
- Derek A. Welsby (Brite, * 1956)
- Fred Wendorf (US-Amerikaner, 1924–2015)
- Steffen Wenig (Deutscher, 1934–2022)
- Edward Frank Wente (US-Amerikaner, * 1930)
- Gabriele Wenzel (Deutsche, * 1958)
- Daniel A. Werning (Deutscher)
- Vilmos Wessetzky (Ungar, 1909–1997)
- Wolfhart Westendorf (Deutscher, 1924–2018)
- Wolfgang Wettengel (Deutscher, * 1954)
- Alfred Wiedemann (Deutscher, 1856–1936)
- Charles Edwin Wilbour (US-Amerikaner, 1833–1896)
- Henri Wild (Schweizer, 1902–1983)
- Dietrich Wildung (Deutscher, * 1941)
- John Gardner Wilkinson (Brite, 1797–1875)
- Richard H. Wilkinson (US-Amerikaner, * 1951)
- Toby Wilkinson (Brite, * 1969)
- Joachim Willeitner (Deutscher, * 1957)
- Harco Willems (Niederländer, * 1956)
- Stefan Jakob Wimmer (Deutscher, * 1963)
- Jean Winand (Belgier, * 1962)
- Herbert E. Winlock (US-Amerikaner, 1884–1950)
- Erich Winter (Österreicher, 1928–2022)
- Irmgard Woldering (Deutsche, 1919–1969)
- Pawel Wolf (Deutscher, * 1958)
- Walther Wolf (Deutscher, 1900–1973)
- Walter Wreszinski (Deutscher, 1880–1935)

### Y

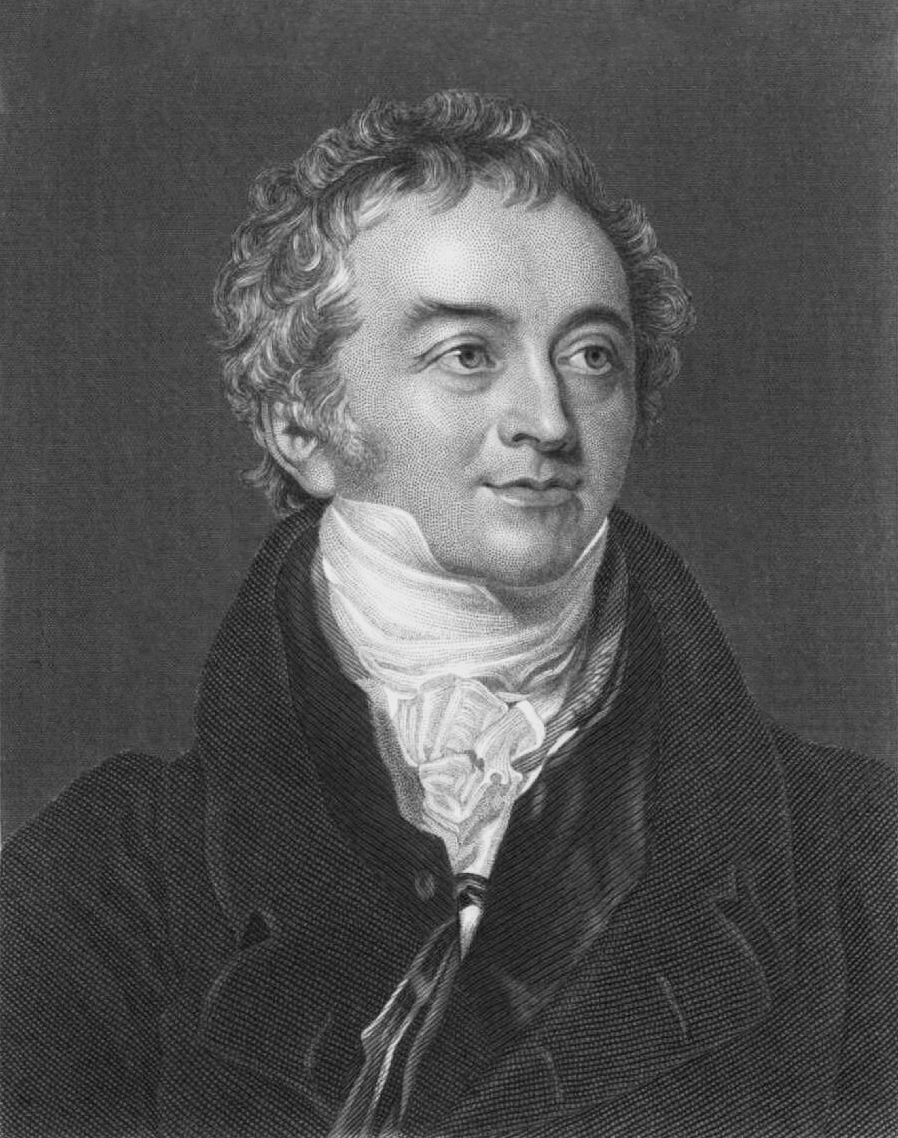
Thomas Young

- Sakuji Yoshimura (Japaner, * 1943)
- Thomas Young (Engländer, 1773–1829)
- Jean Yoyotte (Franzose, 1927–2009)

### Z
- Zbyněk Žába (Tscheche, 1917–1971)
- Louis Vico Zabkar (Slowene/US-Amerikaner, 1914–1994)
- Hilde Zaloscer (Österreicherin, 1903–1999)
- Karl-Theodor Zauzich (Deutscher, 1939–2021)
- Jürgen Zeidler (Deutscher, * 1942)
- Kento Zenihiro (Japaner, * 1982)
- Karola Zibelius-Chen (Deutsche, * 1942)
- Christiane Ziegler (Französin, * 1942)
- Thierry Zimmer (Franzose, * 1960)
- Alain-Pierre Zivie (Franzose, * 1947)
- Christiane Zivie-Coche (Französin, * 1946)

## Amateure und Autodidakten

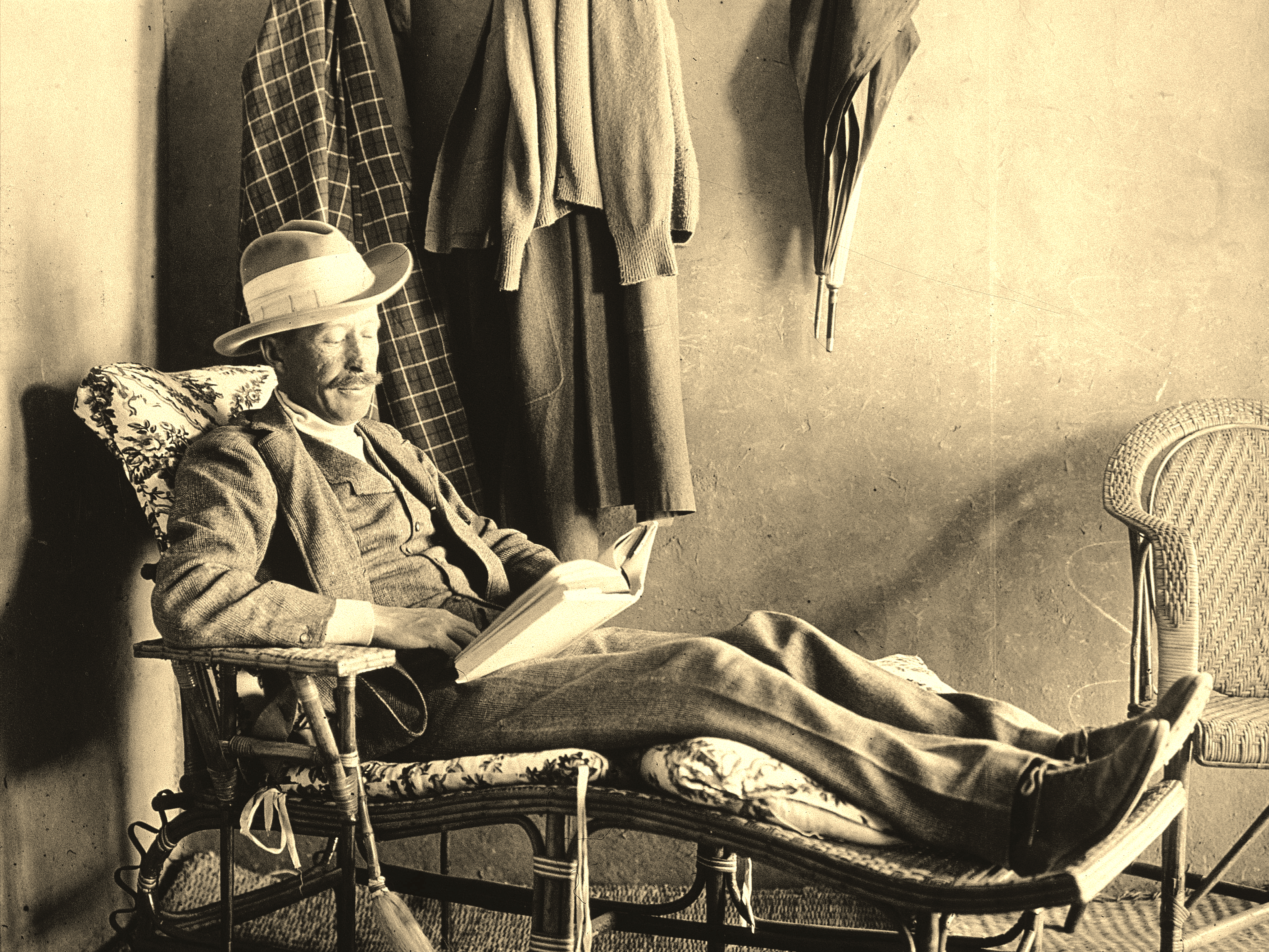
George Herbert Carnarvon

- Émile Amélineau (Franzose, 1850–1915)
- Giovanni d’Anastasi (Grieche, 1765–1860), Antikenhändler
- Giovanni d’Athanasi (Grieche, 1798–1854), Antikenhändler
- Giovanni Battista Belzoni (Italiener, 1778–1823)
- Margaret Benson (Britin, 1865–1916)
- Anne-Sophie von Bomhard (Französin, * 1943)
- Dik van Bommel (Niederländer)
- James Bruce (Schotte, 1934–1974)
- James Burton (Brite, 1788–1862)
- George Herbert, 5. Earl of Carnarvon (Brite, 1866–1923)
- Peter Rowley-Conwy (Brite, * 1951)
- Theodore M. Davis (US-Amerikaner, 1837–1915)
- Dominique-Vivant Denon (Franzose, 1747–1825)
- Gilles Dormion (Franzose)
- Bernardino Drovetti (Italiener, 1776–1852)
- Archibald Edmonstone (Brite, 1795–1871)
- Amelia Edwards (Britin, 1831–1892)
- George Henry Felt (US-Amerikaner, 1831–1895)
- Giuseppe Ferlini (Italiener, 1797–1870)
- George Gliddon (Anglo-Amerikaner, 1809–1857)
- Jean-Claude Golvin (Franzose, * 1942)
- John Greaves (Engländer, 1602–1652)
- Michael Haase (Deutscher, * 1960)
- William Houghton (Brite, 1828–1895)
- George Alexander Hoskins (Brite, 1802–1863)
- Prosper Jollois (Franzose, 1776–1842)
- Jørgen Alexander Knudtzon (Norweger, 1854–1917)
- Heinrich Menu von Minutoli (Deutscher, 1772–1846)
- Tasos Neroutsos (Grieche, 1826–1892)
- Richard Pococke (Brite, 1704–1765)
- André Pochan (Franzose, 1891–1979)
- Georg Schweinfurth (Deutscher, 1836–1925)
- Paul Sussman (Brite, 1968–2012)
- Édouard de Villiers du Terrage (Franzose, 1780–1855)